# 信玄公旗掛松事件

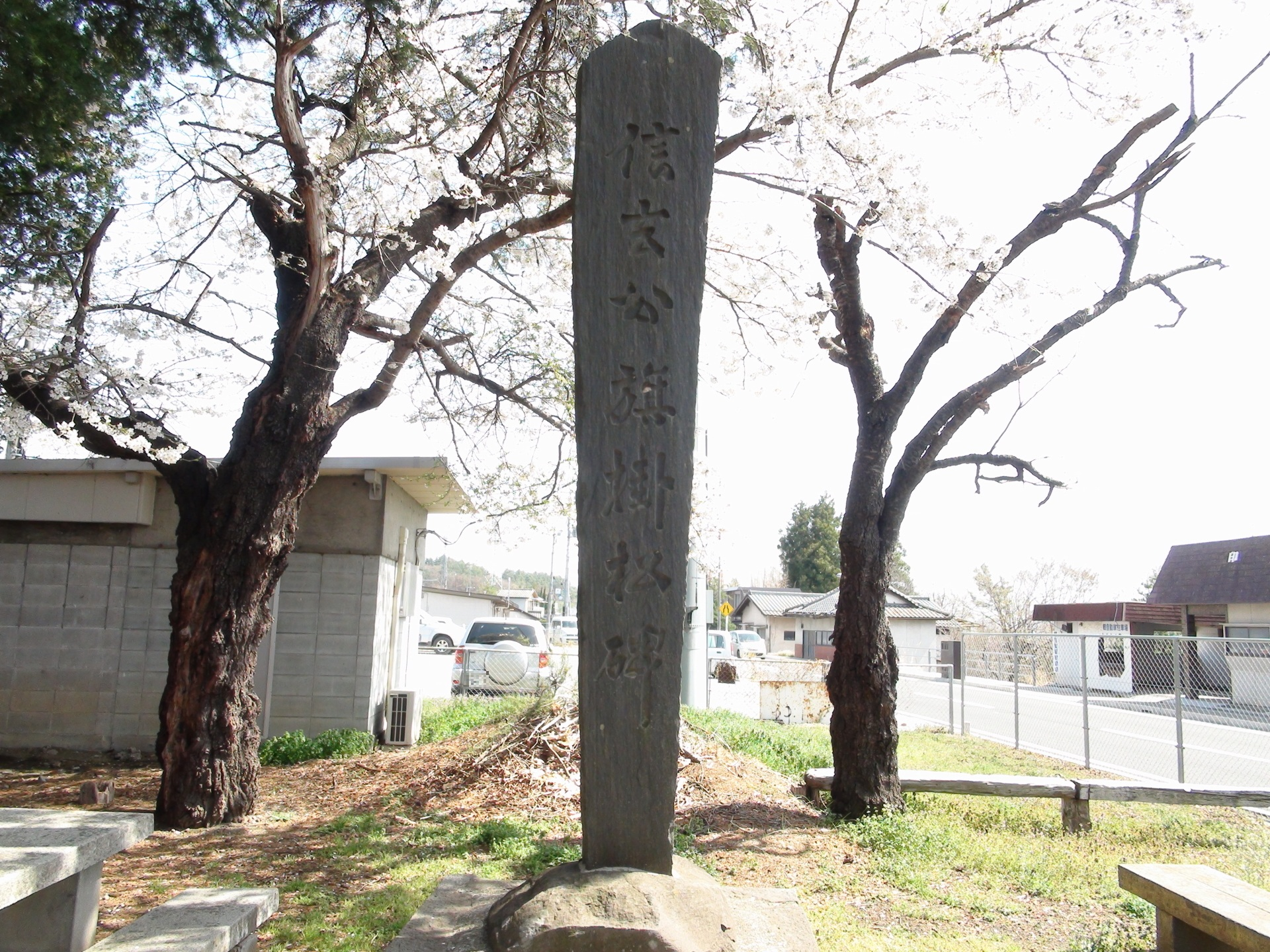
日野春駅前にある信玄公旗掛松碑
（2013年4月5日撮影）

風林火山の旗

信玄公旗掛松事件（しんげんこうはたかけまつじけん）は、1914年（大正3年）12月に一本の老松が蒸気機関車の影響で枯れたことから、所有者の清水倫茂（しみずりんも）が1917年（大正6年）に国を相手取り、訴訟を起こした損害賠償請求事件である。
この松樹は武田信玄が軍旗を立てかけたという伝承・由来のある「信玄公旗掛松」と呼ばれていた老松で、鉄道院（現JR東日本）中央本線日野春駅（山梨県北杜市長坂町富岡）駅構内に隣接した線路脇に生育していたが、老松の所有者（地権者）であった清水倫茂は、蒸気機関車の煤煙、蒸気、振動などにより枯死してしまったとして、一個人として国（鉄道院）を相手取り訴訟を起こした。
国家賠償法成立以前の、大正年間（1910年代 - 1920年代）に起きた当訴訟事件は、鉄道事業という公共性の高いものであっても、「他人の権利を侵略・侵害することは法の認許するところではない、松樹を枯死させたことは、権利の内容を超えた権利の行為である。」、すなわち「権利の濫用」にあたると司法によって判断され、第一審の甲府地方裁判所、第二審の東京控訴院に続いて、上告審の大審院（第二民事部）に至るまで、原告である清水倫茂が被告である国に勝訴した歴史的裁判であった（大判大正8年3月3日民録25輯356頁）。
これは近代日本の民事裁判判決において、権利の濫用の法理が実質的に初めて採用された民事訴訟案件であり、加害者の権利行使の不法性（違法性）について重要な判断が示されるなど、その後の末川博、我妻栄、青山道夫ら、日本の法学者による「権利濫用論」研究の契機となった、日本国内の法曹界では著名な判例である。

## 事件の背景としての地理関係

### 七里岩台地と日野春原野

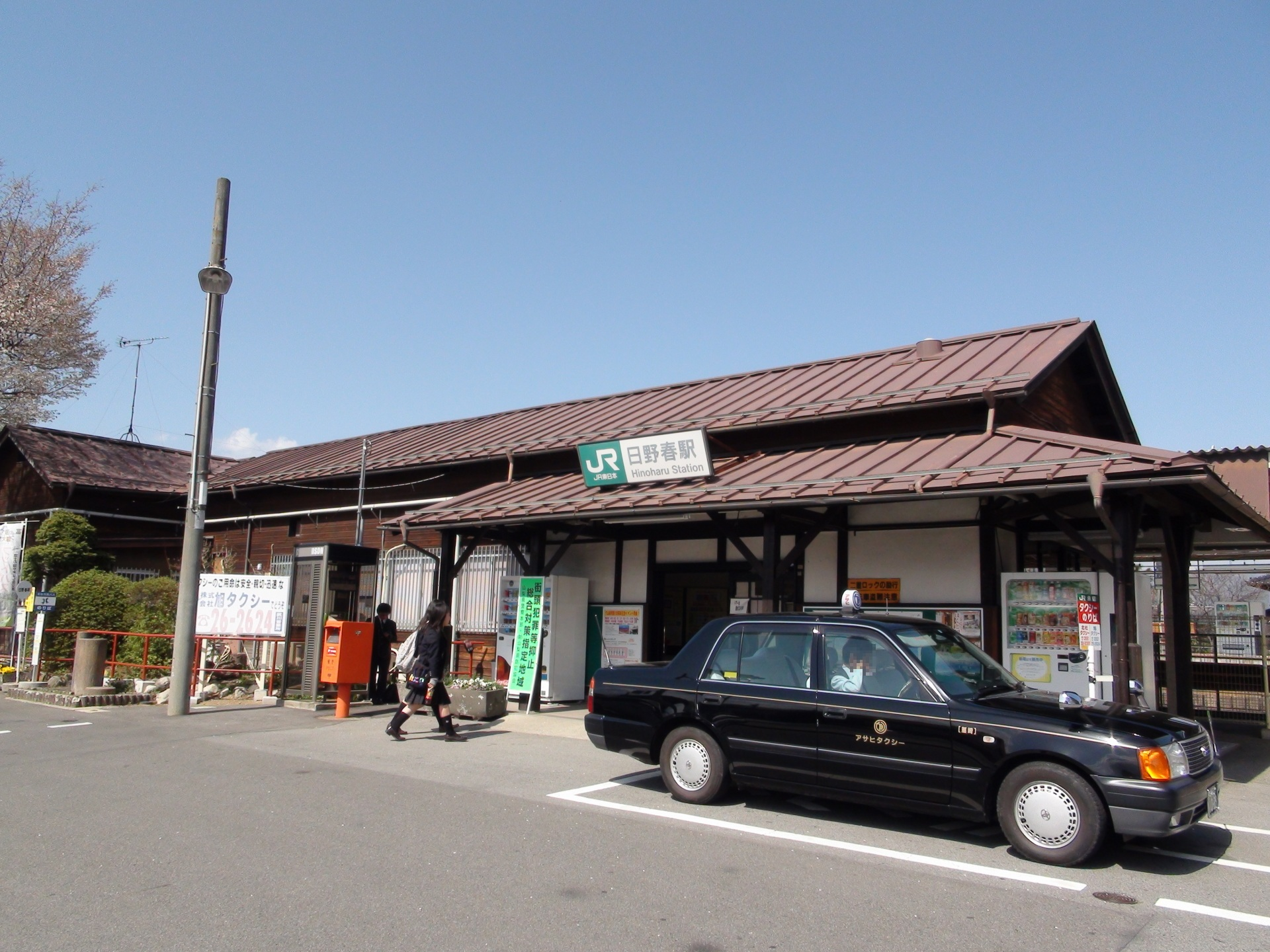
日野春駅（2013年4月5日撮影）

信玄公旗掛松（しんげんこうはたかけまつ）と呼ばれた老松がかつて生育していた所在地は、山梨県旧北巨摩郡日野春村字富岡26番地（現・山梨県北杜市長坂町富岡）、今日のJR東日本中央本線日野春駅構内南東側の線路脇である。
日野春村の立地する八ヶ岳南麓一帯は近世において、逸見路（へみじ）、信州往還（甲州街道原路）、棒道など、甲府盆地と信州諏訪地方を結ぶ複数の街道が通過していた交通の要所であり、これらの街道のうち日野春村は信州往還（2015年現在の山梨県道、通称「七里岩ライン」に相当）の道筋にあたる。
日野春（ひのはる）付近は、八ヶ岳泥流と呼ばれる火山泥流によって形成された七里岩台地の上面にあたり、かつては別名、日野春原野（ひのっぱらげんや）とも呼ばれた雑木林が広がる原野であり、台地上という地形のために古来より水利の便が悪く、開発の遅れていた一帯であった。明治初年ごろより徐々に開拓が始まり、1873年（明治6年）に山梨県令藤村紫朗による「日野春開拓計画」が策定され、翌明治7年、日野春新墾地移住規則が通達された。こうして募集された移住者により日野春付近の原野は開墾され開発された。日野春駅の所在する字名富岡とは、県の開拓指導の責任者であった富岡敬明から名付けられた地名である。
当地を通過する中央本線は、釜無川と塩川支流の鳩川に挟まれた七里岩台地の尾根上を、複数のスイッチバックにより最大25パーミルの急勾配で登る経路で敷設されており、信玄公旗掛松は日野春原野のほぼ中央、七里岩台地分水嶺のちょうど真上、標高約600メートルに生育していた。

### 信玄公旗掛松

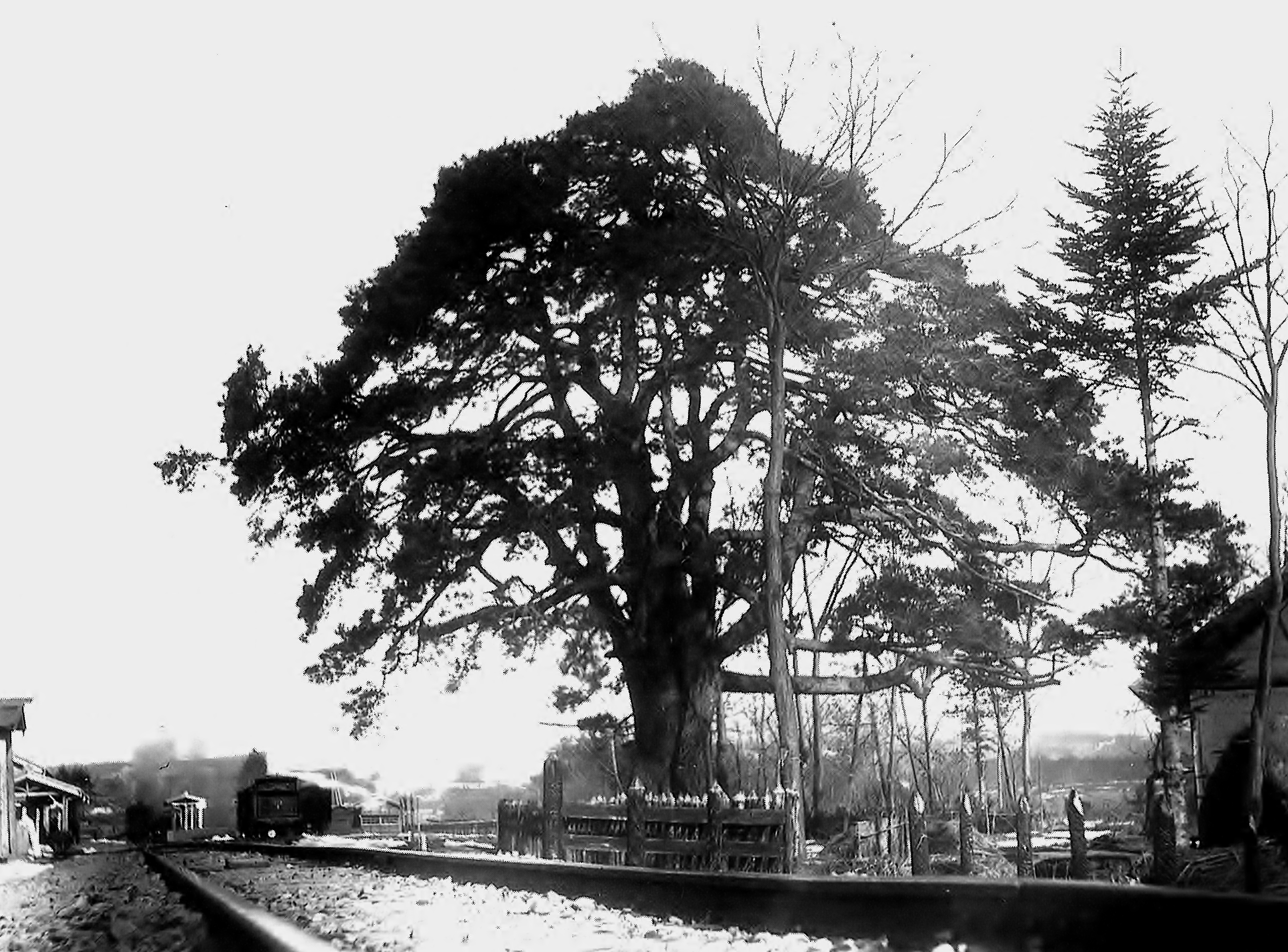
信玄公旗掛松。健在な頃の1906年（明治39年）の撮影。松樹のすぐ側にレールが敷設された様子が分かる。日野春駅東南側より、下り線方向（諏訪側）を撮影した写真。

信玄公旗掛松は、高さ約15メートル、木の周り約7メートルにおよぶ巨木であり、別名「信玄公旗挙松」、「信玄公旗立松」、「甲斐の一本松」などとも呼ばれた老松であった。ただ、武田信玄の時代よりも後世のものであることが、後述する裁判過程での国側の鑑定により明らかにされた。
しかしながら、見晴らしのよい丘の上に立つこの一本松は、古来から名の知れた名木であることに変わりはなく、甲斐源氏の祖である逸見清光（源清光）がここに物見櫓を置き、戦が始まると、松に軍旗が立てられ農民兵を集めたという伝承が残されており、武田信玄もまた、この松樹に「孫子の旗」を立てかけ目印とし、周辺の家臣、農民兵を集めたという話が、天明年間（1781年 - 1789年）に著された加賀美遠清の『甲陽随筆』に見られるなど、古くからこの地域の人々にとって代々親しまれた名木であった。
山梨県内には信玄堤や信玄の棒道、信玄の隠し湯など、いたるところに武田信玄ゆかりとされるものが残されており、この老松もそうしたものの一つであった。
日本では人的記念物の保存については古くから関心が高く、1871年（明治4年）5月23日に公布された太政官布告の古器旧物保存方に続いて、1897年（明治30年）には古社寺保存法の公布があったが、これらはいずれも神社仏閣等の人的記念物を対象としたものであり、植物、動物、地質・鉱物など、自然環境を対象とした文化遺産に関する保護制度は一元化されていなかった。1919年（大正8年）になり史蹟名勝天然紀念物保存法が制定されたことによって、初めて日本に天然記念物という概念が成立した。信玄公旗掛松が枯死したのは、その5年前の1914年（大正3年）年末のことであった。

## 事件の背景としての鉄道事業

甲武鉄道の社章

1872年（明治5年）に新橋駅 – 横浜駅間が開業されたのを皮切りに、日本の各地では鉄道が急速に発展していった。当初、政府主導で始まった鉄道事業だが、企業家を中心とした鉄道会社設立によって民間での敷設の動きが始まった。当時の鉄道は、企業家が競って投資の対象とするほど、将来の発展が約束された魅力的な産業でもあった。
中央本線の敷設については、東京から立川方面へ鉄道を敷設する民間会社甲武鉄道が1886年（明治19年）に設立され、3年後の1889年（明治22年）4月11日に、新宿駅 - 立川駅の区間で開業し、同じ年の8月11日に八王子駅まで延伸された。この甲武鉄道は甲州財閥と呼ばれる山梨県出身の実業家、雨宮敬次郎と若尾逸平を中心として設立されたもので、社名の甲武鉄道とは甲州（現・山梨県）と武州（現：東京都）を結ぶことを目的としたものであった。
一方で、これら私設鉄道（私鉄）の計画が日本全国で過熱気味になり、中には投機目的の誇大な計画が増えるなど問題化し始めた。この流れを受けて、幹線鉄道はなるべく国が主体となって設けるべきとの方針を国は取るようになる。そして1892年（明治25年）に制定された鉄道敷設法へ、1906年（明治39年）の鉄道国有法公布へと、私鉄国有論は台頭していった。鉄道敷設を取り巻くこのような流れの中、甲武鉄道として八王子まで開業していた中央本線は、八王子から西は国が主体となって建設する方針が取られた。1896年（明治29年）、八王子駅 - 塩尻駅（現・長野県塩尻市）間の工事が開始され、難工事の末に貫通した笹子トンネル等の完成により、1903年（明治36年）6月11日に甲府駅まで、同年12月15日に韮崎駅まで開通し、韮崎から県境を越えた富士見（現・長野県諏訪郡富士見町）までの区間は1904年（明治37年）12月21日に開通した。信玄公旗掛松事件で問題となった日野春駅は、この「韮崎 - 富士見」の区間に所在する。次いで1906年（明治39年）10月1日、国は甲武鉄道（新宿 - 八王子）を買収し、八王子から西の国有鉄道と一体化され、今日の中央本線の原型となった。

### 「国は悪をなさず」という認識

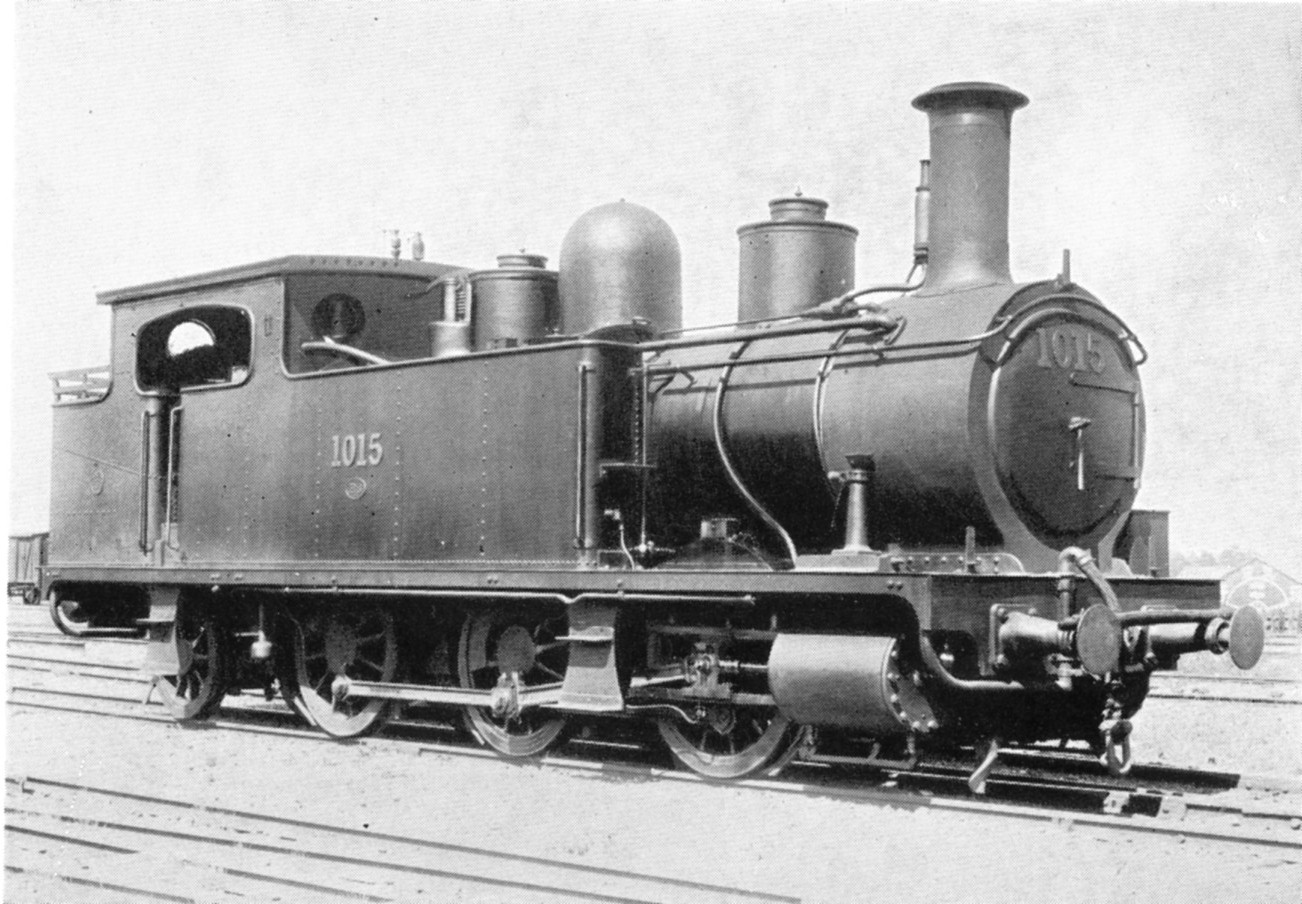
鉄道院2120形蒸気機関車

当初、国有鉄道は逓信省が管理していたが、1907年（明治40年）4月1日に逓信省から帝国鉄道庁が独立し、翌1908年（明治41年）12月5日に後藤新平を初代総裁として鉄道院が発足した。その後、1920年（大正9年）に鉄道省が設立されるまでの約13年間、国の鉄道は鉄道院により管理運営が行われた。信玄公旗掛松事件はこの鉄道院時代に起きた事件であった。
前述したように中央本線の開設は、国が主体となり建設が行われたものである。そして開設の背景には日清・日露の両戦を通じて、鉄道輸送の重要性を認識し、幹線鉄道の国有化を推進した軍部の思惑、要請が大きかったと言われている。
このように鉄道院時代の日本における鉄道の役割は、国家目的の遂行、しかも国防上の目的という考え方が背景にあり、一般の人々にとって鉄道は国のもの、「国は悪をなさず」という考え方が強かった。たとえば、1909年（明治42年）、中央本線沿線の武蔵野市（当時の東京府北多摩郡武蔵野村）で蒸気機関車の火の粉によるボヤが生じ、被害者が鉄道院に補償を求めたところ、鉄道院はこれをまったく受け付けなかったという。また、事故も頻発していたようで汽車をもじって「人ひき車」と揶揄されるほど、被害も生じたという。これらの賠償問題がどのようにして処理されていたのか記録が残されておらず、被害者の救済がどのように行われたのか不明であるが、今日で言う無過失責任に近い処理が行われたと考えられている。いずれにしても「国の権威を背景にした鉄道院」、「国は悪をなさず」という世間一般の鉄道に対する認識が、信玄公旗掛松事件の生じた背景に控えていたと言える。

## 裁判の経過

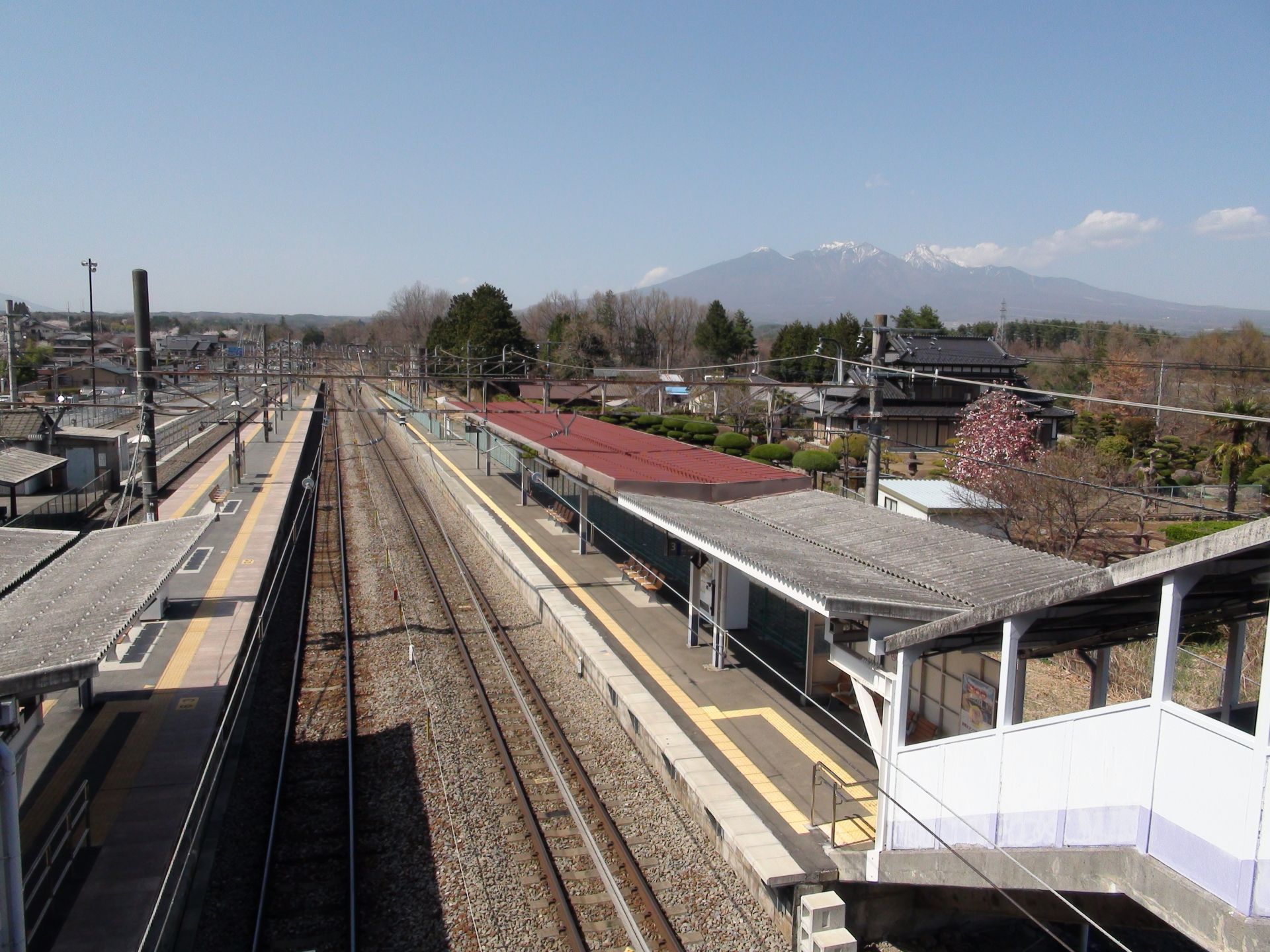
日野春駅から望む八ヶ岳（2013年4月撮影）

信玄公旗掛松事件は煤煙によって被った被害をめぐる煙害事件であり、今日で言う公害問題に属する事件である。それに加えて「権利濫用」の法理が日本で初めて実質的に法廷で取り上げられた点や、その3年前（1916年）の大阪アルカリ事件に続いて、権利者による権利行使が「不法行為」に該当し責任を問えるのかが争われた点に、信玄公旗掛松事件の特筆性がある。そのため日本国内の法学部等における民法講義で、権利濫用の古典的事例として採り上げられる ほど、日本の法曹界では著名な事件である。しかし、社会一般的にはあまり知られた事件ではない。たとえば1969年（昭和44年）から1974年（昭和49年）にかけて、当時の国鉄が編纂した『日本国有鉄道百年史』という全19巻にもおよぶ詳細な書物の中でも、わずかに他の公害問題の箇所にこの事件が引用されているだけである。この点について法学者である川井健一橋大学名誉教授は、「国鉄当局にとってこの事件は、さほどとるに足りない事件であったのかも知れない」との見解を示している。このように敗訴した立場である当時の国側（鉄道院）の観点に立った資料はきわめて少ない。
本記事では、中立的観点に立った法学者、郷土史家ら識者が、現存する「裁判記録正本」、「関連原文書」、「新聞記事」等を検証・考察し、まとめ上げた複数の二次資料文献を出典とした。なお、当事件の判決文記録には、活字になった『民事判決録』（民集）等が存在するが、以下、本記事中に引用した判決文および裁判に関連する各種文書は、本記事末尾の参考文献節に提示した二次資料に記載されたものを、一部省略改変のうえ、適宜引用した。
当訴訟の経過は非常に込み入っており、以下に示す時系列順に合計8つの判決・決定が存在する。
(1) 甲府地判大正7 (1918)・1・31 判例集未登載
中間判決。原告の請求原因を正当とする。
(2) 東京控判大正7 (1918)・6・4 判例集未登載
(1)の控訴審。闕席判決により控訴棄却。甲府地裁に差戻し。
(3) 東京控判大正7 (1918)・7・26 新聞1461号18頁
(2)に対する故障申立て。(2)判決を維持。
(4) 大判大正8 (1919)・3・3 民録25輯356頁
上告棄却（この判決が、いわゆる「信玄公旗掛松事件」と呼ばれる判例である）。
(5) 甲府地判大正10 (1921)・2・15 判例集未登載
被告に金499円（うち50円は慰謝料）の支払いを命ずる。
(6) 東京控判大正11 (1922)・4・11 判例集未登載
(5)の控訴審。被告に金72円60銭（うち50円は慰謝料）の支払いを命ずる。
(7) 東京控判大正13（1924）・12・25 判例集未登載
(6)に対する更正申立。賠償額・訴訟費用負担割合に関する更正申立を却下。
(8) 甲府地決大正14(1925)・9・28 判例集未登載
訴訟費用額（241円71銭2厘5毛。原告が9割を負担）を決定。
上記のうち、(1)から(4)までが「責任の有無」に関するもの、(5)から(7)までが「賠償額算定」に関するもの、(8)は「訴訟費用額」に関するものである。このうち(1).(3).(4)が、のちの権利濫用論に影響を与えた重要なものである（(2)は理由を欠く）。したがって以下、本記事中に全文引用する判決文は、責任の有無を争った一審の甲府地方裁判所判決から大審院判決（(1)から(4)）までのみとし、甲府地方裁判所に差し戻されたあとの賠償額算定、訴訟費用額決定に関する判決文（(5)から(8)）の全文引用は割愛した。これら原文はすべて縦書きである。また、裁判関連各文書原文中の記述には、数値等の一部に矛盾するものや、誤記、誤植と思われるものがあり、それらについては該当部に原文ママの注釈を加えた。なお、以下の事実（信玄公旗掛松の枯死）につき当事者間に争いはない。
この節では、枯死原因の発端となった、当地に中央本線を敷設し日野春駅を建設する計画が具体化した1902年（明治35年）5月から、当事件の裁判がすべて終結する1925年（大正14年）9月までの、約23年間におよぶ経緯を時系列に沿って記述する。

### 提訴に至るまでの経緯
信玄公旗掛松の所有者であった清水倫茂が、国（鉄道院）を相手取り訴訟に踏み切ったのは、1917年（大正6年）1月の甲府地方裁判所への提訴であった。しかし、この提訴に至るまでの過程には、清水が国、鉄道院に対し、信玄公旗掛松への保全保護対策を行うよう要望する陳情を再三にわたり訴え続けたにもかかわらず、それが受け入れられず、ついに老松が枯死してしまったという経緯が背景にあった。

#### 事件の発端

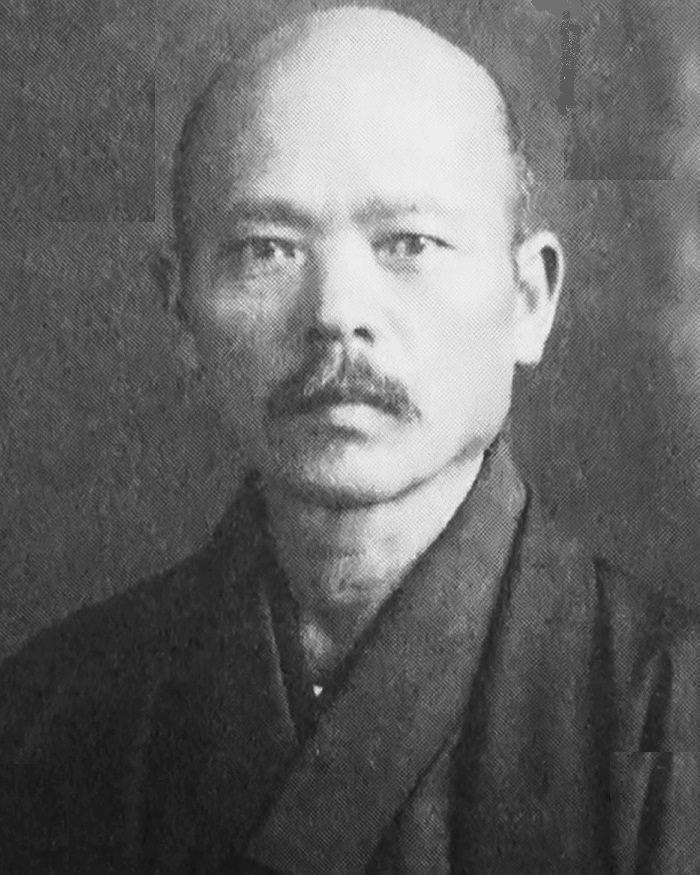
清水倫茂（1865 - 1936）

当訴訟事件の当事者（原告）であった清水倫茂は、山梨県北巨摩郡甲村（かぶとむら、現・北杜市高根町下黒沢）の旧家である清水家、清水啓造の長男として、元治元年12月7日 (旧暦)（グレゴリオ暦1865年1月4日）に生まれ、父啓造から1888年（明治21年）7月に家督を相続したあと、1893年（明治26年）12月に、甲村の村会議員に初当選し、2年後には甲村の助役になる。清水倫茂は曲がったことを嫌い、自分の思うことは自由に行うという、いわゆる熱血漢タイプの人物であったと言われており、周囲を引っ張っていく親分肌的な行動力により地域社会で頭角を現し、1898年（明治31年）4月に33歳という若さで甲村の村長に就任し、さらに1903年（明治36年）9月には北巨摩郡の郡会議員に当選するなど、いわば地元の有力者、かつ実力者、かつ資産家であった。大正期に一個人として国を相手に訴訟を起こすことができたのも、清水が裁判費用を捻出できるだけの資産家であったからでもあり、事件発生当時には、合資会社甲斐銀行の取締役頭取を務め、甲村にある自宅において「甲斐銀行日野春支店」を開業していた。
甲村は信玄公旗掛松の生育する日野春村富岡から見て、すぐ北東に隣接した位置にあたる。甲村の清水にとって日野春村は隣村である。しかし中央本線敷設が計画された一帯は、先祖代々清水家の土地であり、1902年（明治35年）当時は清水倫茂の所有地であった。つまり、そこに生育していた信玄公旗掛松は、清水倫茂が所有権を持つ個人所有物であった。
東京方面から甲府駅まで着工されていた中央本線を、信州諏訪塩尻方面へ延伸する計画は、数年前からルートの検討が行われていたが、日野春村を含む周辺8か村による「停車場位置請願書」提出などの誘致活動が行われ、日野春村字富岡に停車場が設置されることが1896年（明治29年）に内定し、1902年（明治35年）に正式決定された。
日野春駅設置決定を知った近隣の人々は喜び、これを歓迎した。その一方で地権者であった清水倫茂は、鉄道院が作成した詳細な計画図面を見て驚いた。その図面によると、信玄公旗掛松の根元から西側にわずか一間（約1.8メートル）足らずという至近距離に、停車場と線路が敷設される計画であったからである。

#### 鉄道院への上申書提出

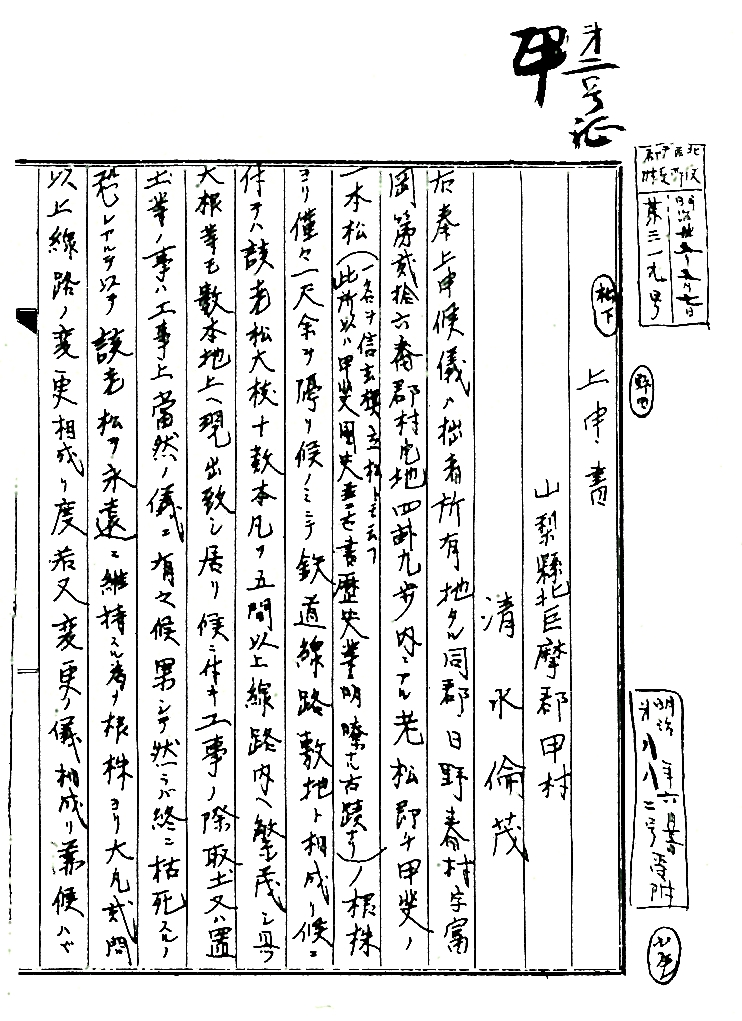
上申書

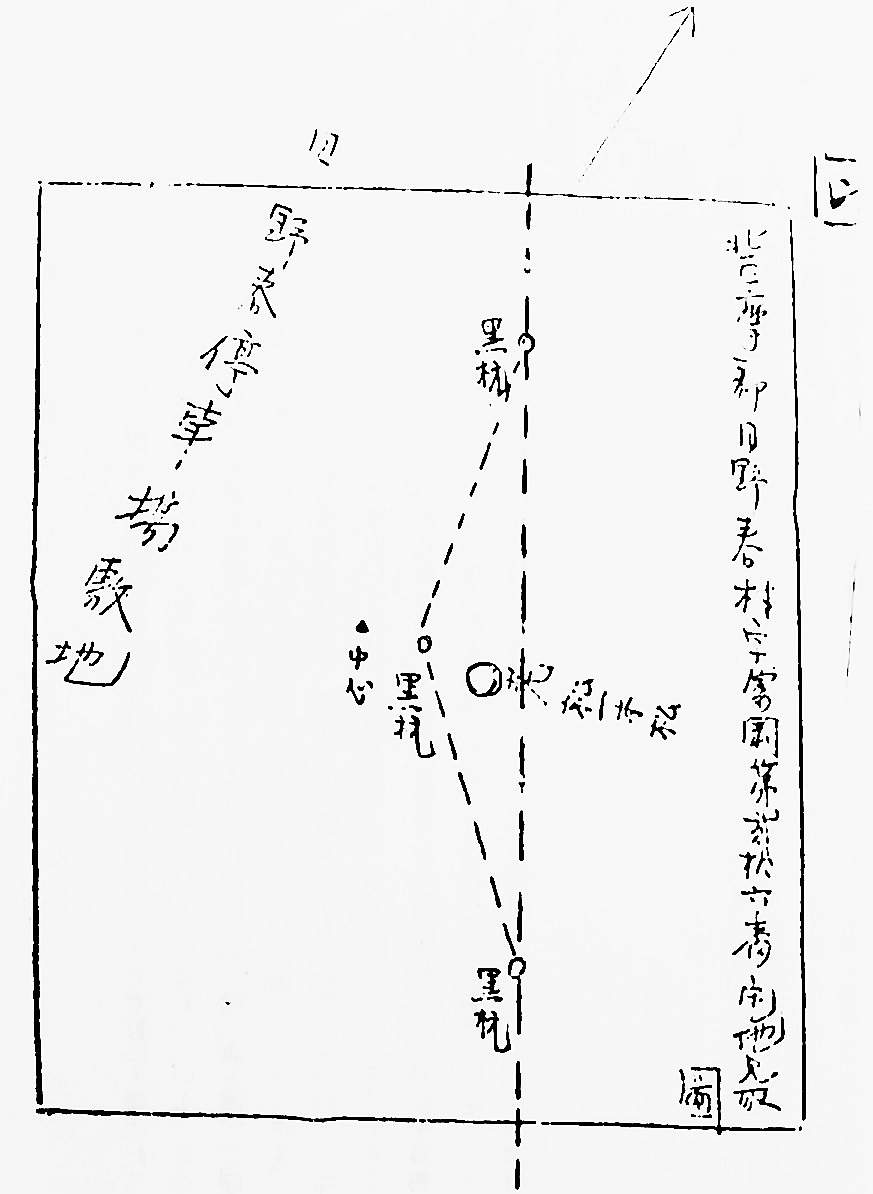
上申書に添付された図面

20世紀初頭の当時、多くの日本人にとって鉄道、蒸気機関車は未知なる乗り物であり、文明開化の象徴としてとらえられる一方で、機関車から排出される煤煙による悪影響を懸念する声もあった。計画図を見た清水もまた、蒸気機関車の煤煙による信玄公旗掛松への影響を危惧する。計画図通りに敷設されると、松樹から張り出した10数本の枝は、線路上に覆い被さるような形になり、蒸気機関車から噴出する煤煙を枝葉が直接被ることは明らかであった。また、根元の至近距離に敷設するとなると、施工に伴い老松の根元付近を掘り返したり、盛り土を施すなどの工事が予想され、土中にある松樹の根を損傷する恐れもあった。清水は信玄公旗掛松の衰弱や枯死を恐れ、鉄道を敷設するのは松樹から離れた位置に変更してもらえないかと、1902年（明治35年）5月6日付で、「鉄道作業局八王子出張所長」古川阪治郎宛に「上申書」を提出した。
しかし、この要求は「鉄道事務掛長・北巨摩郡長 松下賢之進」から「甲村長代理・助役 小尾濱吉」へ宛てた、同年6月23日付文書（鉄第四八二号ノ一）をもって却下された。
この返答によれば、鉄道院としても老松への影響は特に配慮しており、老松に影響を与えぬよう迂回するなど、最初から考えて設計したのであり、また、施工工事により老松に害が及ぶようなことはない、という内容であった。なお、この文書の宛先が清水ではなく、「甲村助役小尾濱吉」宛となっているのは、甲村村長が他ならぬ当事者の清水倫茂であったためであると考えられている。
上申書が却下された清水は、自らの訴えを袖にされたことを不当に思い、「本当に支障がないのであるならば、今後は松の枝、一枝たりとも伐採することは承知致しかねる」として、改めて線路経路の変更を強く求め、同年8月5日付で古川阪治郎宛に再度上申書を提出し、さらに三度目の上申書を9月5日付で提出する。しかし、清水の訴えは解決されることのないまま、当初の計画通り工事は着工された。

#### 信玄公旗掛松の枯死

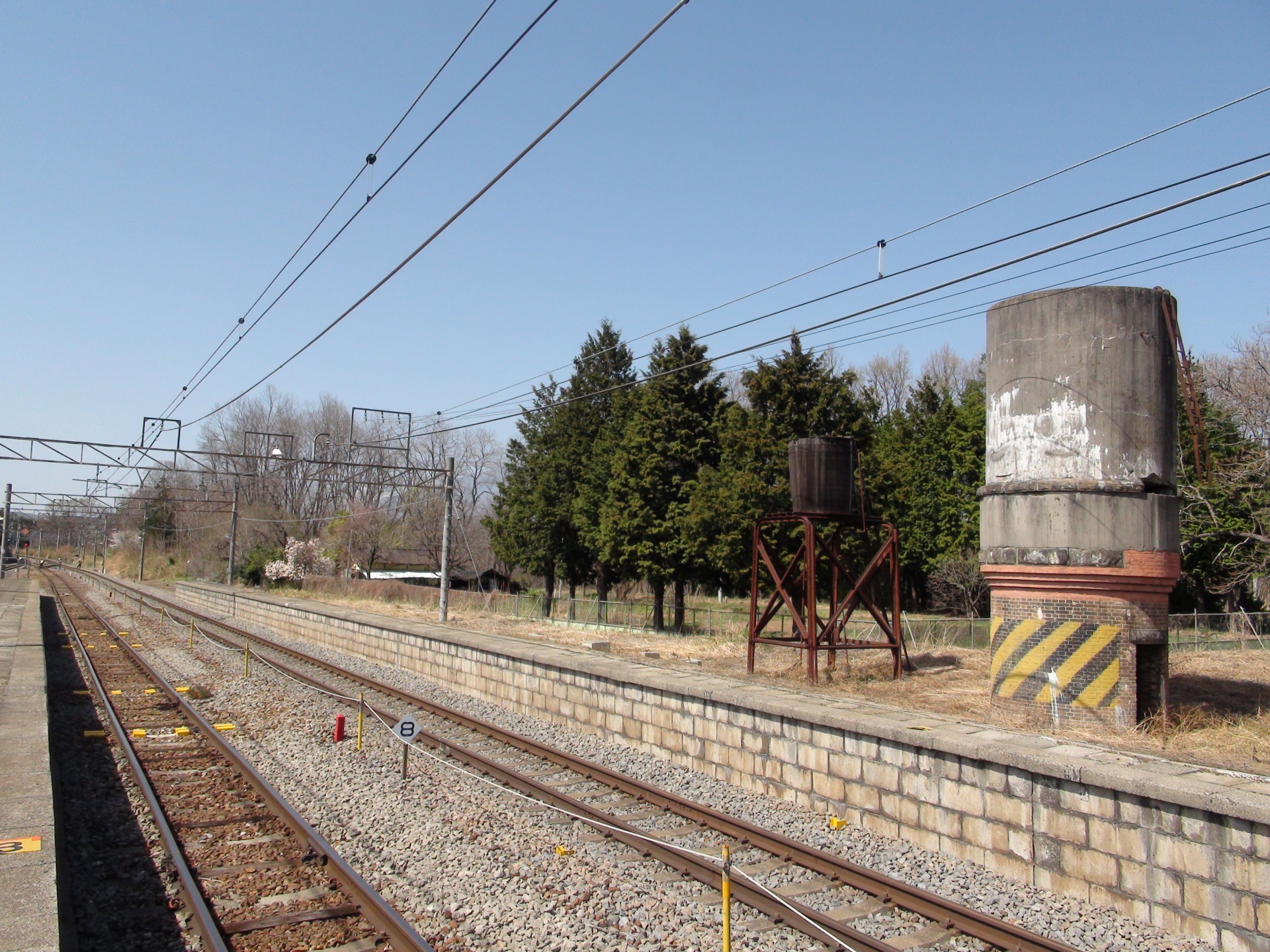
日野春駅構内に残る給水塔（右）
左は鉄道員の生活用水のための貯水槽である（2013年4月撮影）

実際に工事が開始されると、清水が危惧していた通り、線路上に覆い被さる形になった信玄公旗掛松の枝葉が、機関車運行の障害になることが分った。鉄道を通すためには枝葉を除去しなければならず、鉄道院からの1903年（明治36年）12月3日付の申し出による補償料「金弐拾円也（20円）」で清水はやむなくこれを了承し、信玄公旗掛松の枝葉10数本が枝打ちされた。なお、この「請書」は清水倫茂の先代（父）である清水啓造名義で作成されているが詳しい経緯は不明である。
こうして1904年（明治37年）12月21日、中央本線の韮崎駅から富士見駅までの区間が開通したのと同時に日野春駅は開業した。なお、2014年現在の同区間には合計6駅が存在するが、開業当初は日野春駅と小淵沢駅の2駅しか設けられていなかった。また、日野春駅の設置された場所は、韮崎方面から七里岩台地、八ヶ岳南麓へと登り詰める急勾配区間の中間点にあたり、蒸気機関車の給水を行うための給水塔が設けられた。蒸気機関車時代、すべての下り列車が給水のために停車する日野春駅は、旅客の取り扱いだけではない運行上の重要な役割を担っていた。
駅が開業したことにより、近隣の人々の暮らしは便利になった一方で、日野春駅まで登ってきた蒸気機関車の熱い蒸気や多量の煤煙は当然、信玄公旗掛松に噴き付けられた。設置された給水塔は松樹の近くにあり、煙を吐き続ける機関車が松樹の傍で給水のために長時間停車し、機関車の振動にさらされ続けるなど悪条件も重なった。さらに、1911年（明治44年）には、駅構内に鉄道の待避線が新たに引かれ、これに伴いレールと松樹の距離は更に狭まってしまう。開業当初に約4間（約7メートル）であった信玄公旗掛松の根元とレールとの実距離は、1間（約1.8メートル）未満となってしまったのである。これに追い討ちをかけるように同年9月18日未明、日野春駅構内で転轍手の不注意による貨物列車の脱線事故が発生し、脱線した機関車が信玄公旗掛松に激突、松樹の大枝が数本折れてしまう。ただでさえ煤煙や蒸気、振動により衰弱していた老松にとって、この脱線衝突事故によるダメージは大きく、この事故に対し鉄道院は慰謝料として15円を清水に支払っている。

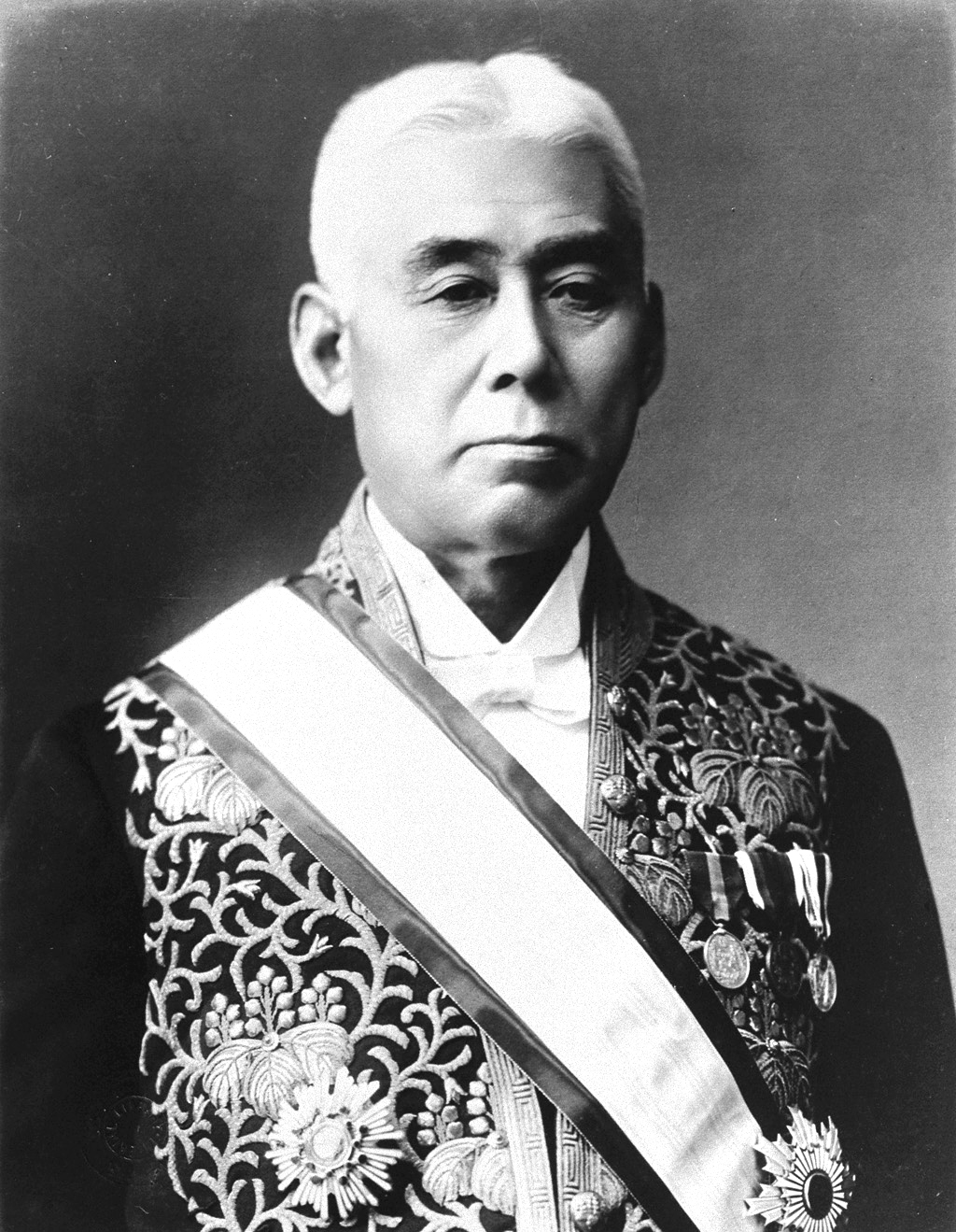
原敬

これ以上の老松へのダメージは、取り返しのつかない最悪の結果を招きかねず、清水は2ヵ月後の同年11月、蒸気や煤煙と松樹とを隔てる「ガス防除設備」設置を要求する上申書を、時の鉄道院総裁原敬宛に提出した。
当時の鉄道院総裁である原敬は、後に第19代内閣総理大臣となる人物である。これまでの出張所長宛への訴えと異なり、組織のトップである鉄道院総裁へ直接訴えた上申書は、「衰弱した老松を何とか守って頂けないだろうか」、「実際に現地へ御足労願い、枯死の危機に瀕する老松を直接御覧頂けないだろうか」、という、清水の切実な懇願であった。
しかし、この要求も履行されることはなく、日野春駅開業からちょうど10年を経過した1914年（大正3年）12月、ついに信玄公旗掛松は枯死してしまう。先祖代々同地の地主として信玄公旗掛松を大切に守り続けてきた清水の落胆は察するに余りあるものであった。翌1915年（大正4年）12月10日付の『甲斐新聞』は、「名木の枯死」として清水倫茂が取り組んできた経緯を報じている。

#### 鉄道院への直接損害賠償請求

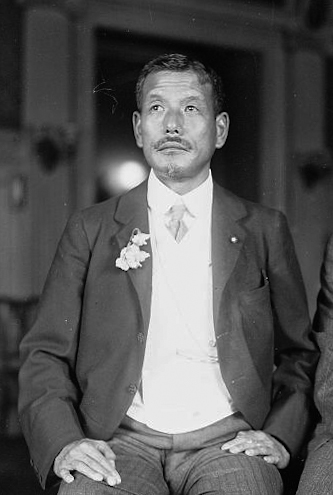
添田壽一

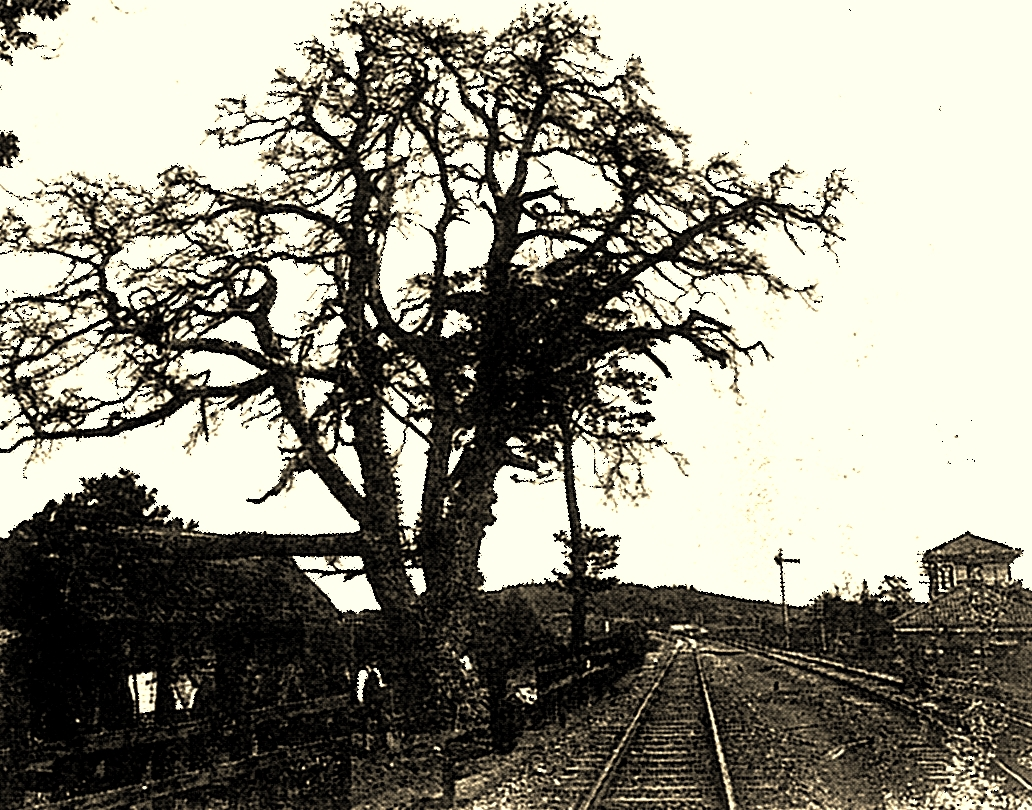
枯死直後の信玄公旗掛松。日野春駅から上り線方向（甲府側）を撮影した写真。

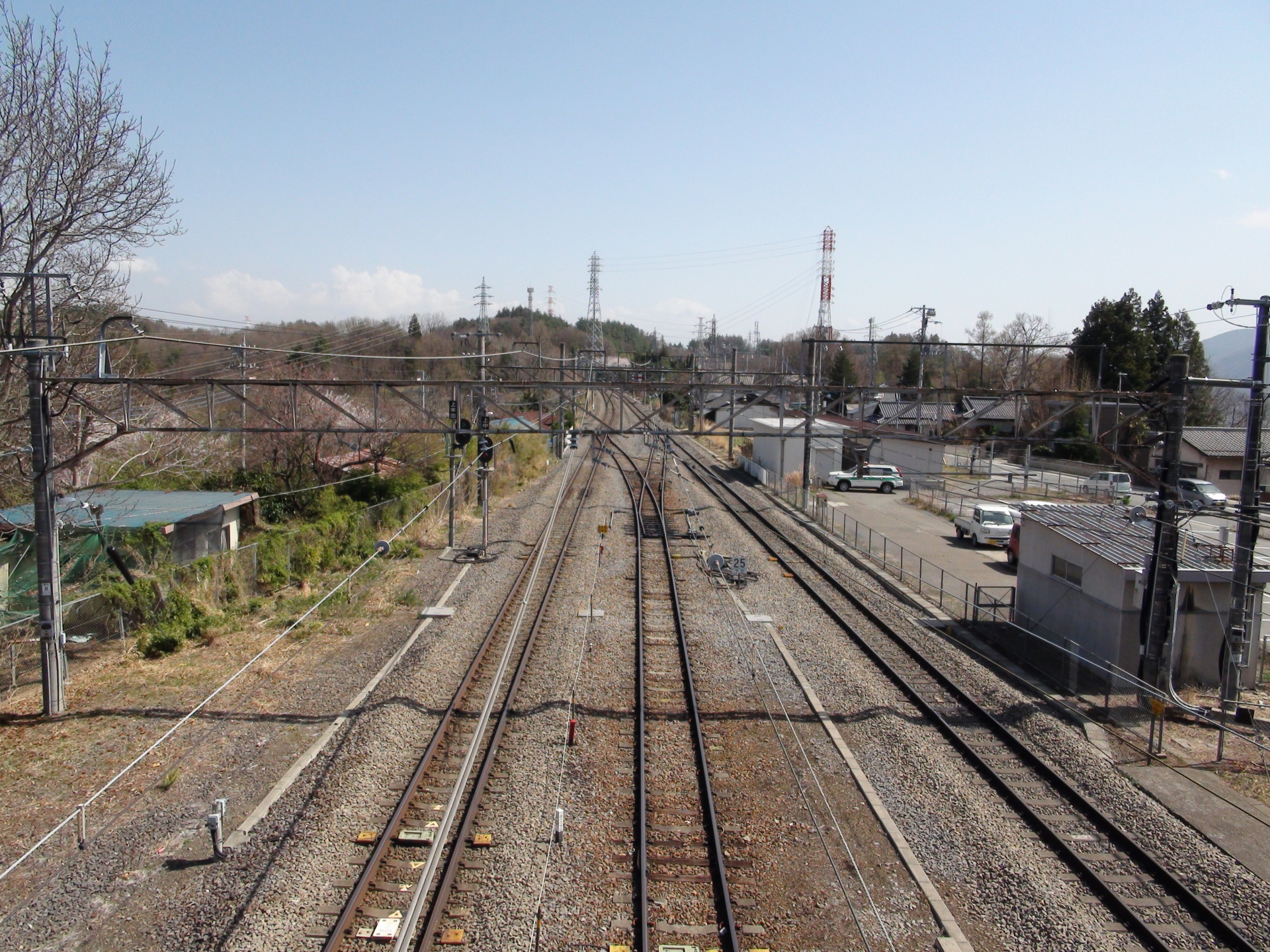
上記枯死写真と、ほぼ同じ場所を撮影した2013年4月の様子

1916年（大正5年）4月15日、清水倫茂は添田壽一鉄道院総裁（当時）宛に「松樹枯死ニ付賠償請求書」を提出し、賠償料2,000円と慰藉料として1,000円の、合計3,000円の損害賠償を直接要求した。この請求で清水は「去ル明治四十四年十一月中別紙第五号証写ノ如ク瓦斯除ヶ建設ヲ上申候モ御採用ニ至ラズ、遂ニ昨大正四年末に全ク枯死セリ」と訴えている。
清水が松樹本体の賠償金算定額を2,000円としたのは、明治36年の鉄道敷設時に伐採された松枝3把の賠償金20円、明治44年の貨物列車脱線事故時の賠償金2把に対して15円、計5把に対する賠償金の合計が35円であったことが根拠にあった。
つまり、{\displaystyle (20+15)}（35円）{\displaystyle \div (3+2)}（5把）{\displaystyle =7}（円）、{\displaystyle \left({\frac {20+15}{3+2}}=7\right)} となり、1把あたりの平均は7円となる。
枯死後見積もった松樹全体の把数は、合計285把7分であったので、{\displaystyle 285.7}（杷）{\displaystyle \times 7}（円）{\displaystyle \risingdotseq }約{\displaystyle 2,000}円になる、とするものであった。
この直接賠償請求に対し鉄道院からは、総官房文書課長名義による同年6月20日付「官文第402号」として、次の拒否返答があった。
鉄道院からのこの拒否回答をもって、清水倫茂は「信玄公旗掛松事件」と後に呼ばれることになる歴史的訴訟へ踏み出していくこととなった。

### 甲府地方裁判所への提訴

#### 弁護士・藤巻嘉一郎

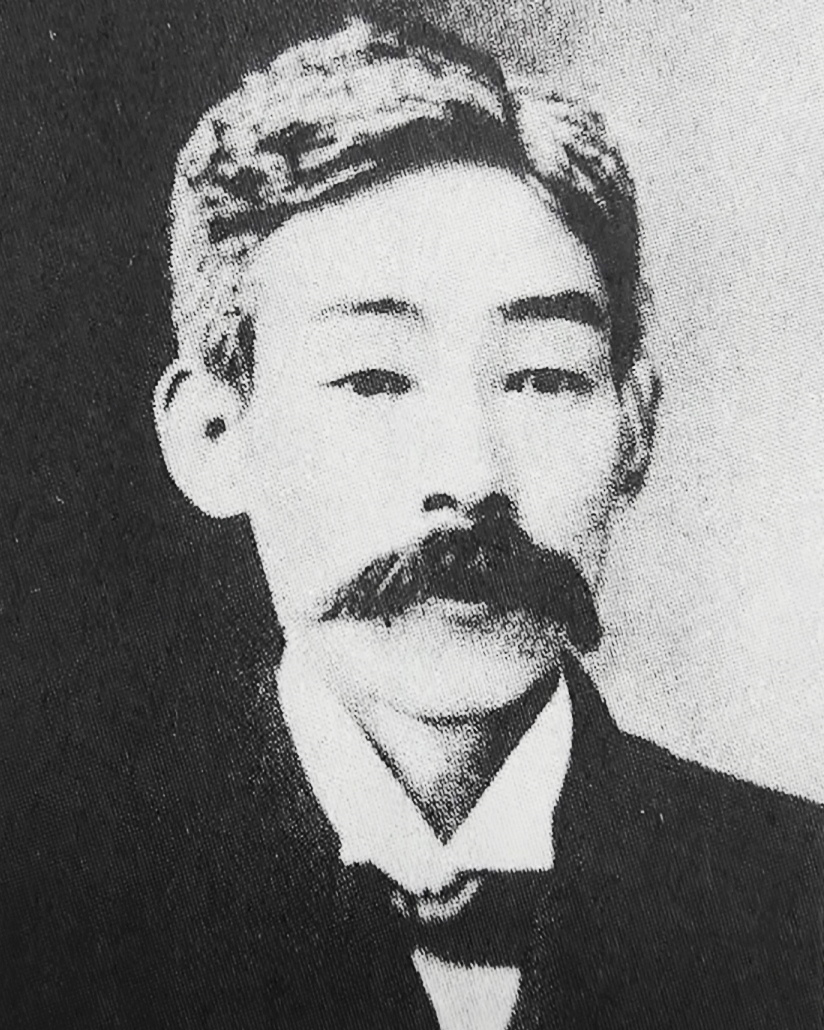
藤巻嘉一郎（1872 - 1946）

清水倫茂は訴訟代理人に弁護士藤巻嘉一郎（ふじまき かいちろう）を立て、1917年（大正6年）1月6日、国（鉄道院）に対する損害賠償請求を甲府地方裁判所に提訴した。
藤巻嘉一郎は1872年（明治5年）7月2日、日野春村にほど近い北巨摩郡清哲村（現山梨県韮崎市清哲町）に出生し、同じ村の藤巻貞長の養女ためと結婚し藤巻家を継いだ。1896年（明治29年）7月に司法省指定の明治法律学校を卒業し、同年11月に判検事登用試験に合格すると、12月には司法官補佐に任命され、検事代理として岐阜区裁判所に赴任した。その後、岐阜県内数ヶ所の裁判所で判事を務め、1900年（明治33年）12月に、生まれ故郷である山梨に戻り、甲府地方裁判所の判事に赴任した。その後、1908年（明治41年）1月に弁護士業を独立開業し、甲府地方裁判所検事局の弁護士名簿に登録され、1914年（大正3年）4月には甲府弁護士会の会長に選出されていた。
藤巻の出身校である明治法律学校は今日の明治大学の前身校であり、当時の日本では和仏法律学校（現法政大学）と並ぶフランス法を主体とした法律学校であった。したがって、明治法律学校出身の藤巻はフランスの「権利濫用論」を学んでいたものと考えられている。ただし、当時のフランスにおける民法では、権利濫用に関する直接的な規定は設けられておらず、あくまでも考え方として権利濫用の理論、法理が発展していた。藤巻は当時の日本では法理論として未確定であった権利濫用論を信玄公旗掛松事件の弁護で推し進めた。この裁判を勝訴に導いた要因のひとつは、藤巻がフランスにおける権利濫用論を身に付けていたことが大きく影響したと考えられているが、真偽を確認することはできない。しかし、大審院判決に携った柳川勝二判事がフランス法に造詣の深い裁判官であったという指摘もあり、信玄公旗掛松事件の権利濫用論をフランス法と結びつけることは可能かもしれないと、東京大学大学院法学政治学研究科教授の大村敦志は述べている。

#### 提訴をとりまく報道と口頭弁論

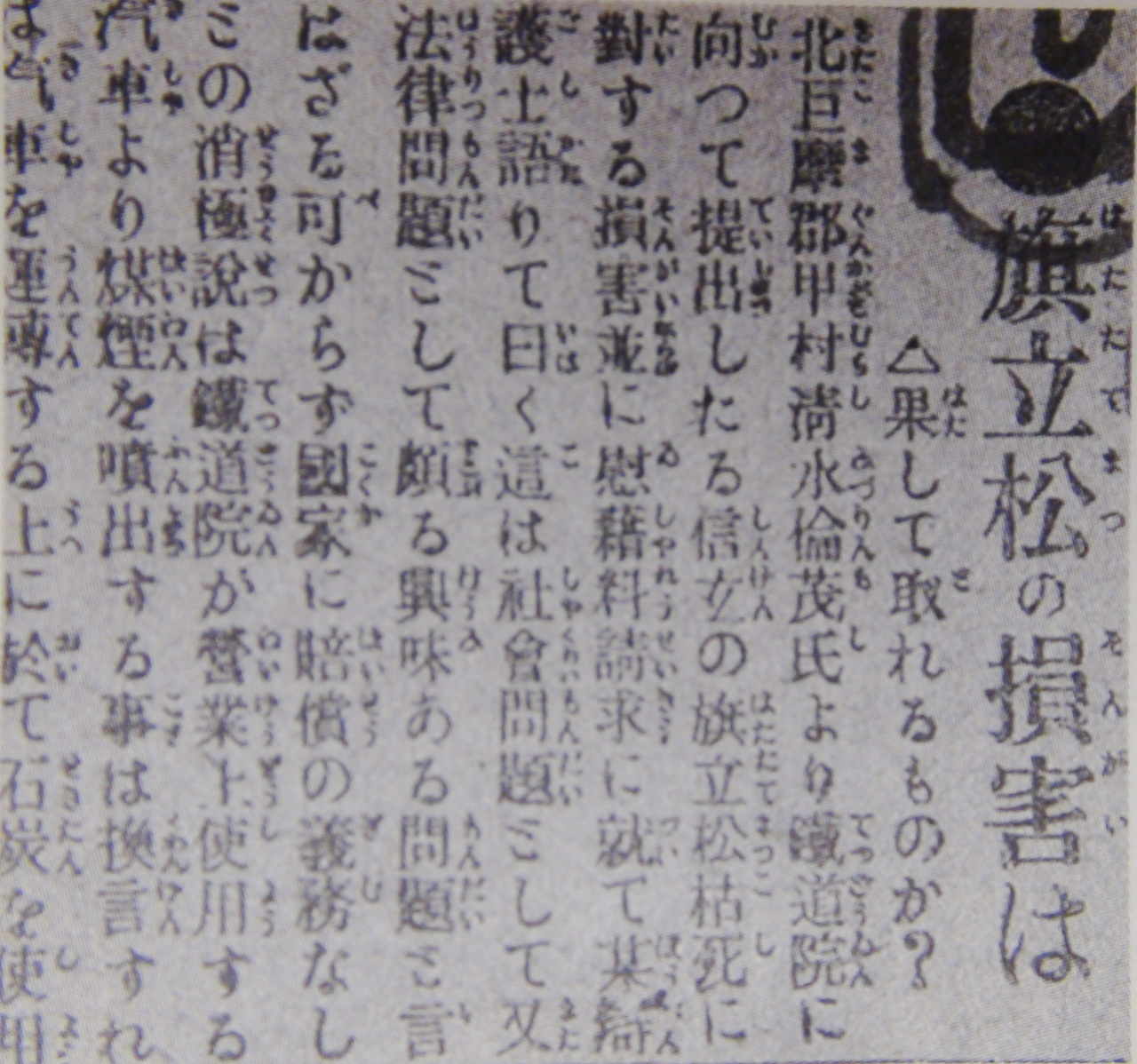
1916年（大正5年）4月28日付山梨日日新聞

この頃になると、一連の騒動は地元新聞各社によって取り上げられ、詳細に報じられ始めていた。1916年（大正5年）4月26日付山梨日日新聞では、『名松枯死の損害要求、鉄道院総裁に対して』として採り上げられ、論説（社説）では世界の事例を引用し解説した。続く4月28日付記事では『旗立松〔ママ〕の損害は果たして取れるものか?』とする見出しで、匿名弁護士による論述が紹介され、5月4日付の記事では「賠償の責任なし」とする鉄道院側の意見が紹介された。また、山梨毎日新聞4月28日付記事では『前例の無い興味ある問題、松樹の損害賠償』の見出しで、「東京に於ける某法律家は本件は未だ前例の無い問題である」と語ったことを伝え、「欧米に於いても盛んに論争されて居るが我国では未だ大審院の判例が無い」、として権利濫用の問題にも言及している。
このように、実際に提訴が行われる半年ほど前から、地元では社会問題、法律問題として報道されており、人々の関心と注目を集めていた中での提訴であった。清水倫茂が甲府地方裁判所に提訴した翌日の、1917年（大正6年）1月7日付山梨日日新聞では『名松枯死の損害賠償訴訟、鉄道院で却下されて裁判所へ』の見出しで以下のように報じられている。
清水倫茂による提訴の要点は
1. 老松が枯れたのは鉄道院に責任があるので、
2. 鉄道院は賠償金の内、金1,200円と慰藉料300円の計1,500円を原告へ支払い、
3. かつ訴訟費用は鉄道院が支払うこと、

この3点の要求であった。
対する鉄道院側は、
「汽車を運転する上において石炭を使用し、その結果煤煙が噴出するのはあくまで営業権の行使の結果であり不法行為ではない。従って国には賠償する責任はない。老松の枯死は自然の作用である」
このように述べ、鉄道院に過失責任は無いと主張した。

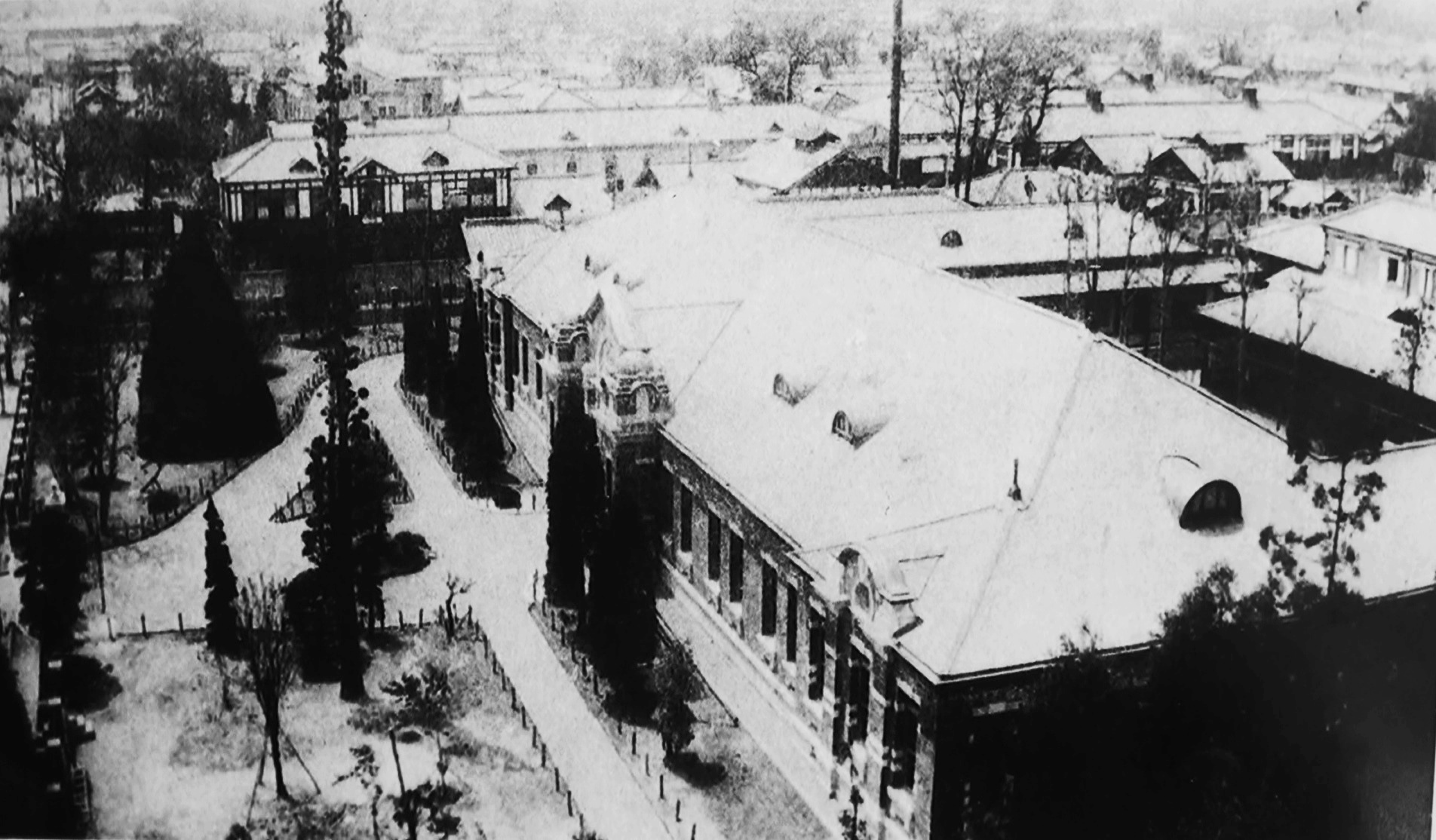
1916年（大正5年）撮影の甲府地方裁判所

第一回口頭弁論は2月6日午前11時より、甲府地方裁判所民事部において開廷した。口頭弁論の詳細な内容については、調書等の存在が確認できず不明である。ただ、翌2月7日付の山梨日日新聞では、「東裁判長係り木村・栗山両判事陪席にて、原告代理人としては藤巻弁護士、被告代理人としては本院より参事中原東吉氏出廷したるが、問題が問題だけに甲府運輸事務所より工富所長・植原・石岡・竹村各書記他十余名傍聴に来れるは人目を惹きたりし。斯て裁判長より一応事実調べありて後、原告側より証拠申請の為め延期を求め許可となり、結局来る二月二十四日開廷と決定して閉廷」と、報じられている。また、同紙面では鉄道院の主張として、「右松は煤煙の為め枯死したるものに非ずして熊蜂が巣を作りし為め枯死するに至れるなりと云ひ居れりと云」と、被告側の主張も取り上げている。続く2月24日に行われた第二回口頭弁論では、現場検証と鑑定人依頼が裁判官によって決定された。
前年の清水による鉄道院への直接損害賠償の請求額3,000円から、本提訴での賠償請求額が半額の1,500円になっているのは、訴訟代理人である弁護士、藤巻嘉一郎による意図、意向によるものと考えられている。この老松の来歴、算定額について藤巻は苦慮しており、提訴後の1月23日付藤巻嘉一郎の清水倫茂宛書状では、「賠償請求訴状ニ記載セル歴史上ノ事蹟ハ漠トシテ拠所不確定ニ有之候ニ付テハ、本訴上事蹟ノ立証必要ト存候間至急調査御依頼願度」と述べており、さらに「新聞社其他有志ヨリ事蹟ヲ訊ネラルゝガ訴訟代理人タル小生ニ於テハ目下調中ト伝ヒ居苦致シ候」とも記述している。また、同年4月19日付の藤巻から清水へ宛てた書状では「鉄道院ニ係ル事件ニ付、来ル四月二十九日本件松樹附近ニ於テ証拠調致申候趣キ通知致候間、同日九時近ク同所ヘ御出向キ相成候様」と連絡するなど、松樹の枯死に対する損害賠償、しかも相手は国と言う前例の無い訴訟に、藤巻は弁護士として試行錯誤を続けていた。

#### 鉄道院からの松枝剪除要求の逆提訴
甲府地方裁判所では、三浦伊八郎、土居藤平を鑑定人として、日野春駅構内枯死現場の検証作業に着手し、原告被告双方の主張する事実関係の鑑定が進められた。また、同年5月に鉄道院総裁後藤新平は、同院参事、中原東吉、岩瀬脩治を代理人として、原告清水倫茂を相手取り、「樹枝剪除請求」の逆提訴を甲府地方裁判所に行った。同年5月13日付山梨日日新聞では、鉄道院側の主張を次のように伝えている。
「枯死したまま放置されている松樹を速やかに除去せよ」とした、この鉄道院側の逆提訴には、原告側の推し進める「権利濫用論」に対して、ならば鉄道敷地への松枝越境も鉄道院に対する「権利」を侵害している、という主張によって、裁判を有利に進めようとする意味と、逆に提訴することによって清水倫茂に心理的圧迫を加えるという意味があったと考えられているが、この逆提訴の経過および結果は不明である。

#### 甲府地方裁判所の判決

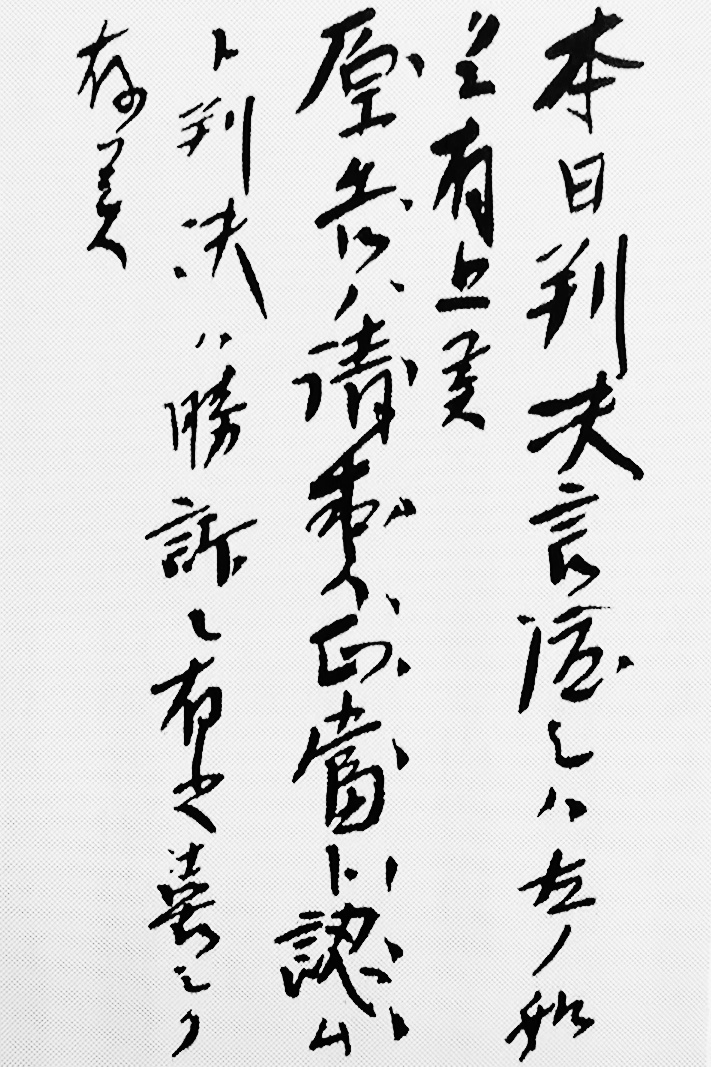
勝訴を喜ぶ藤巻嘉一郎からの葉書。「本日の判決言渡しは左のようです。原告の請求は正当と認める。判決は勝訴で、喜ばしいことです。」

甲府地方裁判所民事部において、原告勝訴の判決が下されたのは、翌1918年（大正7年）1月31日であった。判決は裁判長東亀五郎、判事大庭良平・高橋方雄によって行われた。ただし、ここでの勝訴は、老松枯死の原因が鉄道院側にあるとする訴訟原因についてのみであって、損害賠償額の具体的な算定については、後日の判決に持ち越された。したがって甲府地方裁判所でのこの判決は中間判決にあたる。
以下、甲府地方裁判所による中間判決の全文を示す。なお、原文は縦書きであることに留意。引用準拠著作権法第13条。
中間判決

原告 山梨県北巨摩郡甲村平民農

清水倫茂

右訴訟代理人弁護士

藤巻嘉一郎

被告 国

右法定代理人 鉄道院総裁男爵

後藤新平

右指定代表者 鉄道院参事

中原東吉

同 同書記

岩瀬修治

右当事者間ノ大正六年（ワ）第一号損害賠償請求事件ニ付、当裁判所ハ弁論ヲ請求ノ原因ノミニ制限シテ中間採決ヲ為スコト左ノ如シ。

主文

原告ノ本訴請求ノ原因ハ正当ナリ。

事実
原告訴訟代理人ハ一定ノ申立トシテ、被告ハ原告ニ対シ金壱千五百円ヲ支払フベシ。訴訟費用ハ被告ノ負担トストノ判決ヲ求メ、請求原因トシテ原告所有ノ北巨摩郡日野春村字富岡第二十六番原野内ニ一千有余年ヲ経過セル老大松樹アリテ、尚今後幾百年ノ生ヲ保有スベキカ予メ測リ難キ生気ヲ有シタルモノナリ。元来此地ハ古来日野原ト称シ、北巨摩郡ノ中央高地ニ位シ、四方十数里ヲ展望シ得ベク、従テ往昔ヨリ甲斐ノ地ニ干戈ヲ動カス者ノ為メニハ実ニ枢要ノ地タリシナリ。今之ヲ史蹟ニ微スタルニ建久年中逸見源太清光谷戸城ニ居ヲ占ムルヤ、右松樹上ニ物見櫓ヲ設ケタリシ以来、甲斐源氏武田家祖先ハ逸見武川ノ郷兵ヲ徴スルニ当リ必ズ此松樹ヲ目標トシ、此地ヲ集散所ト定メ、機山公信玄ニ至リテハ、其松樹上ニ旗ヲ掲ゲ以テ常ニ軍事及軍略上ノ指揮ヲ為シ来リタリ。又治承年中武田太郎義信ハ、信州ノ地ニ出征若クハ凱旋ノ場合ニハ、又必ズ該樹上ニ旗ヲ掲ゲテ甲斐全国ニ知ラシムル第一目標ニ使用シタルガ如キハ、其著シキモノニ属シ、今尚甲斐ノ一本松若クハ旗掛松ト称シ口碑ニ嘖々タリ、原告ハ此名木所在地ヲ所有シ、老松ヲ保護シ以テ永遠ニ之ガ生育維持ヲ図ルハ、一家ハ勿論寧ロ峡中ノ為メノ責務トシ、又栄誉トスル処ナリシナリ、然ルニ去ル明治三十五、六年頃中央鉄道ヲ敷設スルニ当リ、右松樹生立地ハ日野春停車場線路敷設ニ要用地タリシモ、政府ハ名木保存ノ趣意ヲ以テ松樹ヲ去ル約四間余ノ西ヘ屈曲セシメテ線路ヲ敷設スルニ至レリ。而シテ尓後其既設線路ノ東方ヘ複線ヲ敷設スルニ当リ、右松樹ノ根株ヲ西ニ距ル一間未満ノ個所ニ複線ヲ敷設シタルヲ以テ、原告ハ松樹ノ保存到底覚束ナキヲ認メ相当買上ヲ為スカ、若クハ枯死ニ対スル相当設備ヲ要求シタルニ、被告ハ飽迄モ枯死ノ憂慮ナシト堅ク主張シ原告ノ要求ヲ排斥シタリ。斯クテ日時ヲ経過スルニ従ヒ、汽車ノ煤烟ト震動ニ依リ直接ニ其生育ヲ妨ゲ漸次凋衰スルニ至リ、大正三年十二月ニハ全ク枯死スルニ至リタリ。右ハ複線路敷設ノ結果当然免ガル丶コト能ハザルベキコトハ予期シ得ベキニ拘ラズ、之ヲ予期セズシテ枯死セシムルニ至リタルハ、全ク被告ノ故意若クハ過失ニ基クモノナリル〔ママ〕ヲ以テ、原告ハ之ニ因リテ生ジタル損害ノ賠償ヲ求ムルモノナリト延ベ、立証トシテ甲第一号証ノ一、二及甲第二号証ヲ提出シ、検証及鑑定ヲ申立、乙第一号証乃至三号証ニ付キ不知ヲ以テ答ヘタリ。
被告ノ指定代表者ハ一定ノ申立トシテ原告ノ請求ハ之ヲ棄却ス。訴訟費用ハ原告ノ負担トストノ判決ヲ求メ、答弁トシテ原告主張ノ松樹枯死シタル事実及ビ明治三十五六年頃本件松樹ヲ距ル四間余ノ西ニ線路ヲ屈曲セシメテ敷設シ、其後又松樹ノ西側一間未満ノ個所ヘ複線路ヲ敷設シタル事実ハ之ヲ認ムルモ、線路ノ屈曲ハ松樹保存ノ為ニアラズ、又該松樹ガ原告主張ノ如キ歴史的関係ヲ有スルコト及ビ枯死ノ原因ガ鉄道ノ煤煙ニ因リタルモノトノ事実ハ之ヲ否認ス。又右線路敷設ノ当時原告ヨリ松樹買上ノ交渉ヲ受ケタルコトアルモ、枯死ニ対スル相当設備ノ要求アリシコトナシ。更ニ所有権者ハ法律ノ保護スル範囲内ニ於テノミ其所有物ヲ使用収益処分スルコトヲ得。原告ガ此松樹ヲ枯死セシメザルガ為メニ、被告ニ本件ノ如キ請求ヲ為シ得ベキ権利ナシト抗弁ヲナシ、立証トシテ乙第一号証乃至三号証ヲ提出シ、甲第一号証ノ一、二ハ成立ノミヲ認メ甲第二号証ハ不知ヲ以テ答ヘ鑑定ノ申立ヲ為シタリ。
理由
中央線鉄道日野春停車場ノ構内ニ明治四十四年回避線（原告ノ所謂複線）ノ敷設セラレタルコト、及ビ右回避線ニ沿フタル原告所有ノ北巨摩郡日野春村字富岡二十六番地原野内ニ生立セル老大松樹ガ右回避線ノ敷設後ニ於テ枯死シタルコトハ当事者間ニ争ナキ所ニシテ、原告訴訟代理人ハ枯死ノ原因ヲ一ニ回避線ノ敷設ニ帰スト雖モ、当裁判所ノ格証ノ結果及ビ鑑定人三浦伊八郎、土井藤平ノ鑑定ニ依ルトキハ、単ニ回避線ノ敷設ノ為メノミニアラズシテ、本線ニ於ケル汽車ノ通行モ亦多大ノ素因ヲ為セルモノト認ムベシ。然レドモ其何レノ線路ニ於ケル汽車ノ運転タルトヲ問ハズ、其機関車ヨリ噴出セル煤煙ノ害毒ニ因リテ本件松樹ヲ枯死スルニ至ラシメタルモノナルコトハ、前示鑑定人ノ鑑定ニ依リ明白ナルヲ以テ、松樹ニ煤煙ヲ被ラシメタルコトニ付キ、被告国ノ使用者ニ故意又ハ過失アルニ於テハ、其使用人タル被告ニ於テ別ニ免責ノ事由ヲ主張セザル限リ、之ニ因リテ原告ニ被ラシメタル損害ヲ賠償スベキ責務アリト為サヾルベカラズ。依テ之ヲ案ズルニ権利行為トシテ不法行為ノ責任ヲ除却スベキ場合ハ、権利特有ノ効力ニ基キ其内容ヲ超過セザル様更ニ限ルベク、苟モ其内容ヲ超逸スルコトアルニ於テハ其権利行為トシテ不法行為ノ責任ヲ免レザルモノトス。本件ノ場合ニ於テ被告ガ鉄道線路上ニ汽車ヲ運転スルコトハ固ヨリ其権利ニシテ煤煙ノ発散亦必然ノ結果ナリト雖モ、之ニ因リテ他人ノ権利ヲ侵害スルコトハ法ノ認許セザル所ナレバ、松樹ヲ枯死セシメタルコトハ則チ権利ノ内容ヲ超逸シタル其権利行為ナリト為サヾルベカラズ。而シテ煤煙ガ樹木ヲ枯死セシムルコトハ予見シ得ベキモノナレバ、被告ガ本件松樹ノ近傍ニ於テ汽車ノ運転ヲ為スニ付テハ、該松樹ノ生存ヲ維持スベキ相当ノ施設ヲ為スコトヲ要スベキニ拘ラズ、何等防止ノ装置ヲ為サズシテ徒ラニ枯死ニ委シタルコトハ、当該職責アル被告ノ使用者ニ過失アルコト勿論ナルヲ以テ、被告ハ原告ニ対シ之レニ因リテ生ジタル損害ヲ賠償スベキ義務アルモノト認ム。依テ原告ノ請求原因ヲ正当ナリトシ主文ノ如ク判決シタリ。
甲府地方裁判所民事部
裁判長判事

東亀五郎

判事

大庭良平・高橋方雄
主文は、「原告ノ本訴請求ノ原因ハ正当ナリ」、として原告清水の訴えを認めたものであった。
続く理由は要約すると、煤煙が樹木を枯死させることは予見できたことで、松樹の近くで汽車を走らせるためには、松樹の生存を維持する相当の施設を要すべきであるのに、保全の措置をとらず枯死させたることは鉄道院側に過失があることは当然であり、これによって生じた損害を賠償する義務があることを認める。よって原告の請求の原因は正当である。また、鉄道線路に汽車を走らせる事は鉄道事業者の正当な権利であり、その権利行使に伴う煤煙の発散は必然の結果であるとは言えども、これによって他人の権利を侵害することは法の認許するところではない。老松を枯死させたことは、権利の内容を超えた権利の行為である、とするものであった。

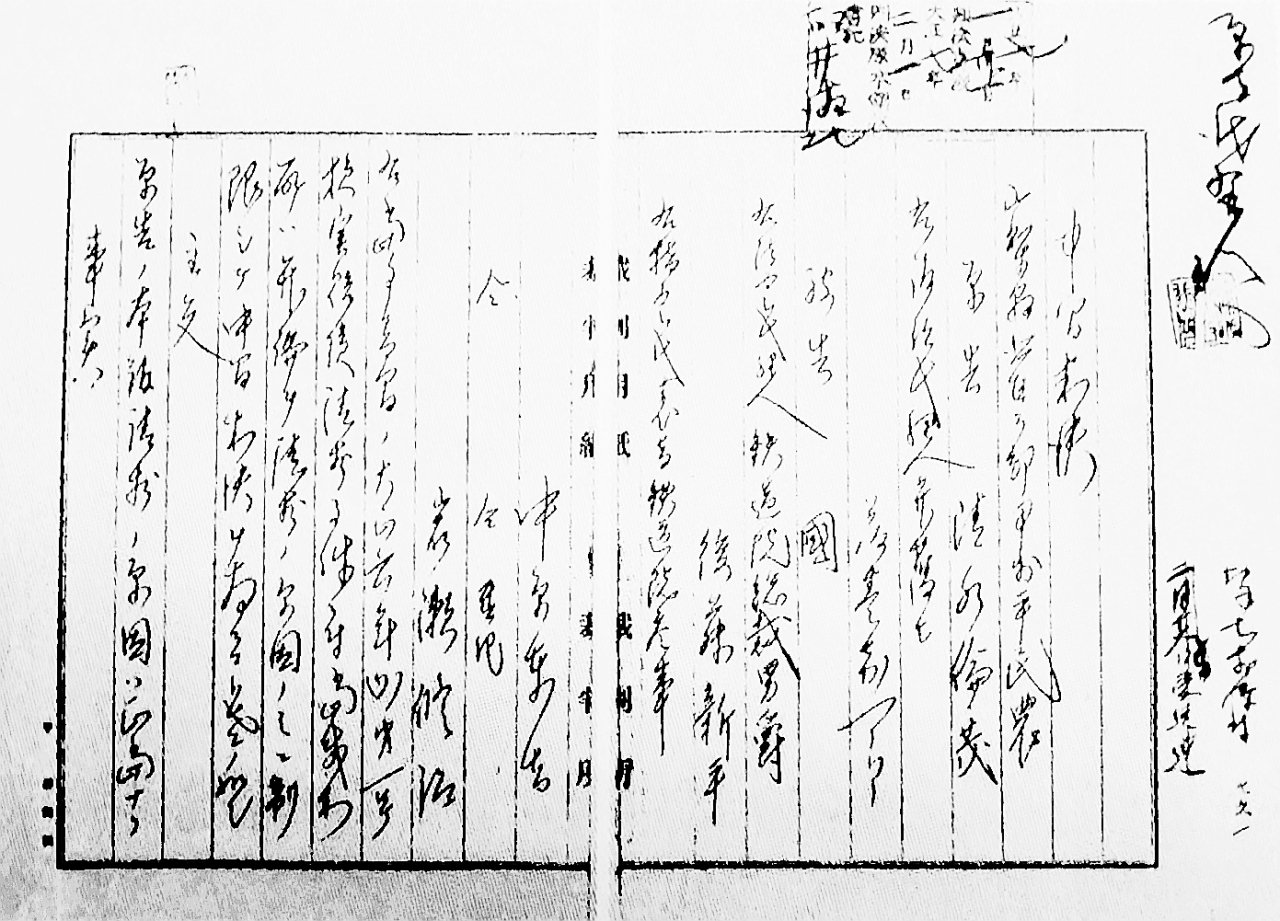
甲府地方裁判所 判決正本

判決翌日の山梨日日新聞（同年2月1日付）では、『旗掛松事件の中間判決』・『原告有利の判決』として大きく取り上げられ、「原告の請求は理由ありと認むとの中間判決あり、更に損害の程度其他については追って原被双方よりの立証に依って裁判を進行し賠償金額を決定する筈」と、前例の無い論点が争われた判決を報じた。
本判決文で注目されたのは、理由中にある、
「…他人ノ権利ヲ侵害スルコトハ法ノ認許セザル所ナレバ、松樹ヲ枯死セシメタルコトハ則チ権利ノ内容ヲ超逸シタル其権利行為ナリ…」、
の文節であった。
ここでは直接的に「権利濫用」とは表現されていない。だが、「枯死させたことは権利の内容を超逸した権利行為である」とした、この第一審判決理由が、この後に続いていく控訴審判決全体へ影響を与えていくこととなった。
甲府地方裁判所での敗訴判決を受けた国（鉄道院）は、即座に東京控訴院（現在の東京高等裁判所）へ控訴した。

### 東京控訴院での判決

#### 鉄道院による控訴

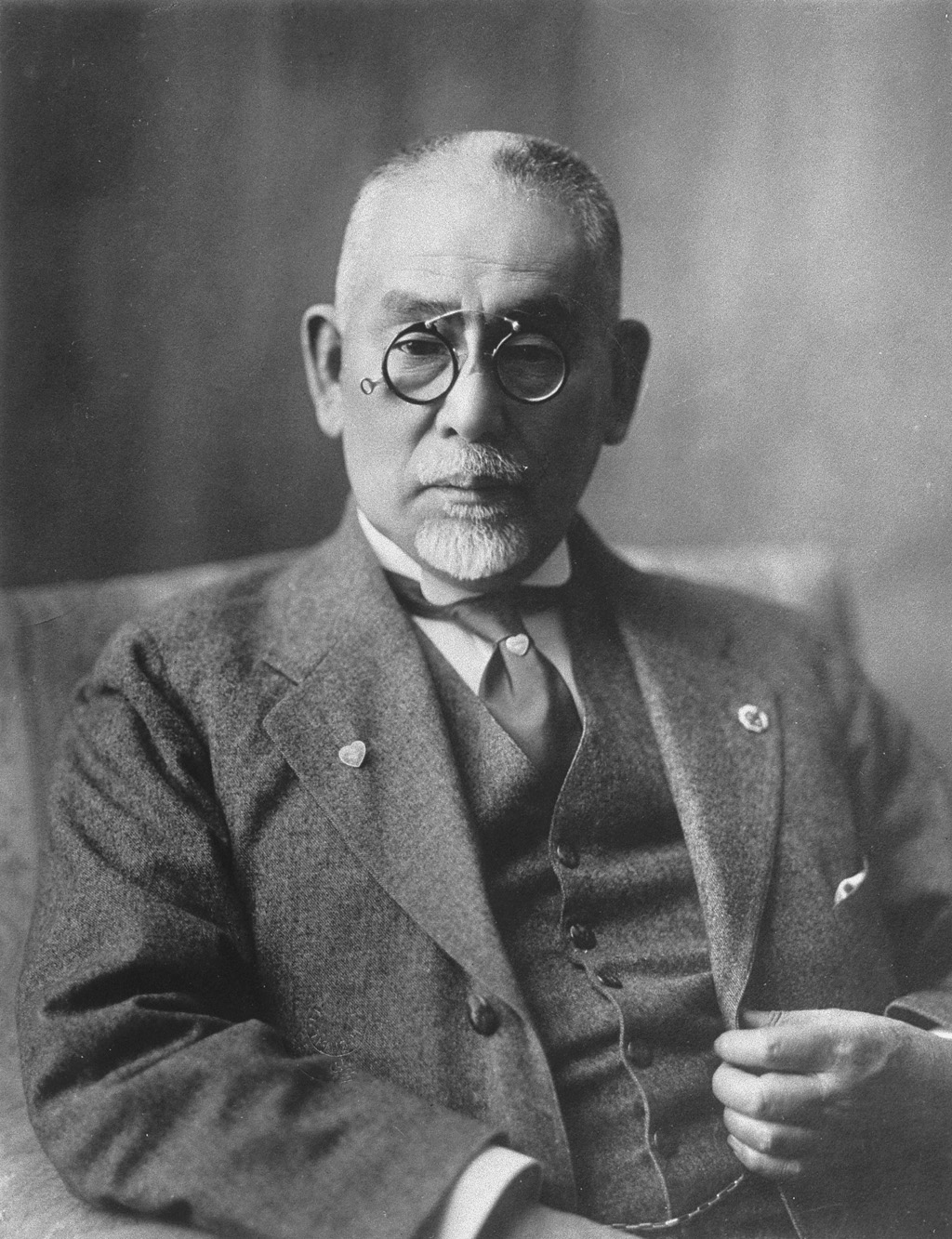
後藤新平

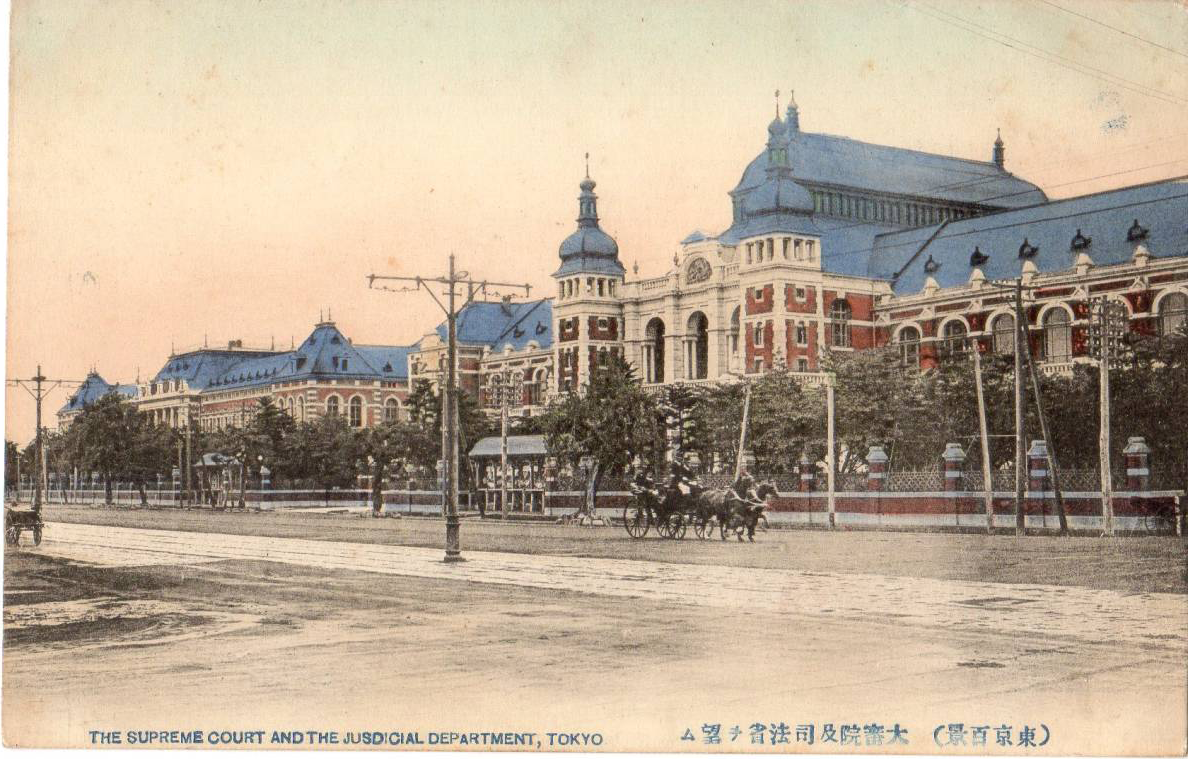
東京控訴院（大審院との合同庁舎）

甲府地方裁判所での敗訴判決を受けた鉄道院は、1918年（大正7年）3月25日付で東京控訴院院長・富谷鉄太郎宛に控訴状を提出した。控訴代表者は後藤新平鉄道院総裁（当時）、指定代表者は中原東吉・岩瀬脩治。被控訴人は清水倫茂、弁護士は藤巻嘉一郎であった。
東京控訴院での裁判の過程で、原告清水と弁護士藤巻は、鉄道院に対して強く示談を求めていった。同年5月10日の口頭弁論期日に先立つ、5月7日付の「弁護士藤巻嘉一郎法律事務所」より清水倫茂に宛てた書状では、口頭弁論期日に都合上出席不可能との清水からの連絡に対して、「寧ロ来ル十日ハ変更セズ開廷致シテハ如何ニ候ヤ、示談ノ成ル成ラザルハ別問題ニシテ、事件ハ相当ニ進行シタル方宜ロシカリト存候。右御照会申上候。」と、勝訴判決を予測した内容であった。
5月10日の口頭弁論に清水は都合により欠席したため、訴訟代理人藤巻弁護士だけの出廷であった。翌5月11日付の藤巻から清水への書状では次のように書かれている。「拝呈 先便ヲ以テ申入候貴殿対鉄道院ノ松訴訟事件ニ付、昨十日ノ口頭弁論ニ際シテ貴殿方ヨリ何レノ御通知ニモ接セズニ付、当所先生ニ於テハ昨日東京ニ出張致シ相手方ト共ニ出廷致シ候。相手方ニテハ示談ノ模様等ハ更ニ無之、堂々事件ヲ進行スル有様、為ニ当方ハ立証準備ノ為続行ヲ申立テ候……」。通信機器の発達していなかった当時では、このように郵便を利用した文書によって裁判経過の報告が行われていた。

#### 控訴判決

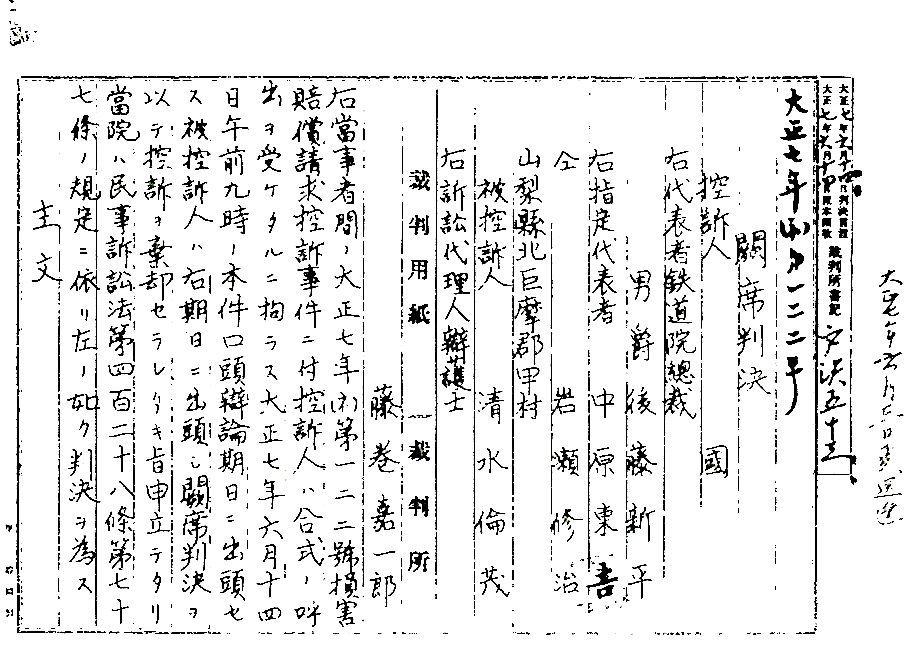
東京控訴院 欠席判決正本

二審にあたる東京控訴院民事第一部での判決は、同年6月14日に行われた。この時は、控訴人である鉄道院側欠席のままの「闕席判決」（欠席裁判）であった。
判事は裁判長、岩本勇次郎の他に、矢部克己・沼義雄が担当した。
このように、控訴人（鉄道院側）の欠席のため、「事実」と「理由」の説明はなく、「主文」だけが言い渡された。なぜ鉄道院が出廷しなかったのか、その理由は不明である。
この6月14日の欠席判決に対し、控訴人から故障の申立が行われ、東京控訴院は同年7月26日、この欠席判決を維持し、故障申立後の訴訟費用を控訴人の負担とした上で、本案件を甲府地方裁判所に差し戻す判決を下した。この判決は、一審判決と比較して理由付けが詳細であり、特に「理由」の中で明確に「権利の濫用」と明記され、これを問題としている点が注目される。
7月26日の控訴判決は、東京控訴院民事第一部で、裁判・長神谷健夫、判事・矢部克巳と下田錦四郎により開廷し、「事実」と「理由」の説明が行われ、判決文の前文では次のような説明がされた。
「理由」で述べられた要点は、次の点であった。
1. 右の松樹は控訴人が鉄道本線竝に復線〔ママ〕上に於て運転したる汽車の煙筒より噴出したる石炭の煤煙の有毒作用に因りて枯死するに至りたるものなることを認むるを得…
2. 煙害予防の為め相当なる設備を為さゞりしとの被控訴人の主張は控訴人の争はざる所なるが故に本件の権利侵害は之を予見せざりしことに付き其行為者に過失あるものと認むるを相当とす…
3. 汽車運転の際故意又は過失に因り特に煙害予防の方法を施さずして煤烟に困りて他人の権利を侵害したるときは其行為は法律に於て認めたる範囲内に於て権利を行使したるものと認め難く却て権利の濫用にして違法の行為なりと為すを正当とするが故に…

東京控訴院での判決は、国に賠償義務があるとした一審の中間判決に対する控訴を棄却し、その金額を審理させるために一審の甲府地方裁判所に差し戻すものであり、つまり国（鉄道院）側の敗訴であった。
以下、東京控訴院での控訴棄却判決の全文を示す。原文は縦書きであることに留意。
東京控訴院判決

控訴人

国

右指定代表者

中原東吉・岩瀬修治

山梨県北巨摩郡甲村被控訴人

清水倫茂

右訴訟代理人弁護士

藤巻嘉一郎
右当事者間の大正七年（ネ）第一二二号損害賠償請求控訴事件に付き判決を為すこと左の如し

主文
- 事件に付き大正七年六月十四日当院が言渡したる闕席判決を維持す
- 故障申立後の訴訟費用は控訴人の負担とす
- 本件を甲府地方裁判所に差戻す

事実
控訴代表者は主文表示の闕席判決に対し故障の申立を為したり、控訴代表者は原判決を廃棄す被控訴人の請求は之を棄却す訴訟費用は第一、二審共被控訴人の負担とすとの判決を求むる旨申立て被控訴代理人は控訴棄却の判決を求めたり、当事者雙方の事実上の供述は訴訟代表者に於て控訴人は鉄道敷地たる土地の通常の使用方法を越えて其土地を使用したるものに非ざるを以て被控訴人に損害を生じたりとするも被控訴人は賠償請求権を有せずと釈明したる外原判決の事実摘示と同一なるに因り玆に之を引用す、証拠として被控訴代理人は甲第一号証の一、二及第二号証を提出し原審検証調書の記載原審鑑定人三浦伊八郎山田彦一土井藤平の各鑑定を援用し控訴代表者は原審検証調書の記載原審鑑定人山田彦一土井藤平の各鑑定を援用し甲第一号証の成立を認め第二号証は不知と述べたり
理由
故障は適法なり、被控訴人所有の山梨県北巨摩郡日野春村字第二十六番地原野内に松樹の生立し居りたること、及控訴人が国有鉄道中央線敷設の際右松樹の西約四間余を距て鉄道本線を敷設し其後又該松樹の西一間未満を距て復線を敷設したること竝右復線敷設後松樹が枯死したることは孰れも当事者間に争なき所とす、而して原審鑑定人土井藤平三浦伊八郎の右鑑定を参酌すれば右の松樹は控訴人が鉄道本線竝に復線〔ママ〕上に於て運転したる汽車の煙筒より噴出したる石炭の煤煙の有毒作用に因りて枯死するに至りたるものなることを認むるを得此認定に反する原審鑑定人山田彦一の鑑定は之を採用せず、然らば前記鉄道路上に於て控訴人の汽車より煤煙を噴出せしめたる行為が原因となり右の松樹を枯死せしめ之に対する被控訴人の所有権を侵害したるものなるを以て若し其侵害が故意又は過失に出でたる違法の行為なるに於ては控訴人は被控訴人に対し之に因りて生じたる損害を賠償すべき義務あること明かなりとす、仍て之を案ずるに右の権利侵害が行為者の故意に因つて為されたることを認め得べき証拠なし然れども石炭の煤煙が樹木に害を及ぼすべきことをは世上実例に乏しからざる所なるを以て鉄道運送に従事する者に在りては機関車より噴出したる煤煙が樹木に害を及ぼすべきことを知らざる筈なく若し之を知らずして煙害予防の為め特に相当なる方法を施さゞりしとせば是れ其事業より生ずる結果に対する注意を不当に怠りたるものと認むるに足るのみならず、本件に於て控訴人が前記の松樹に対する煙害予防の為め相当なる設備を為さゞりしとの被控訴人の主張は控訴人の争はざる所なるが故に本件の権利侵害は之を予見せざりしことに付き其行為者に過失あるものと認むるを相当とす而して控訴人の如く鉄道運送経営者に在りては汽車の運転を為すことは権利の行使なりと認め得ざるに非ざるも此故を以て汽車運転の際濫に他人の権利を侵害し得べき理由なく従つて汽車運転の際故意又は過失に因り特に煙害予防の方法を施さずして煤烟に困りて他人の権利を侵害したるときは其行為は法律に於て認めたる範囲内に於て権利を行使したるものと認め難く却て権利の濫用にして違法の行為なりと為すを正当とするが故に、控訴人の事業に従事する者が煙害予防の為め特に相当なる方法を行はずして松樹を枯死せしめたる以上は其行為の過失に出でたる違法の行為なること明かなりとす、控訴人は通常の使用方法を越えて鉄道敷地を使用したるに非ざるを以て賠償の責任なき旨主張すれども本件の如く他人の樹木に極めて接近して鉄道線路を敷設する場合に於ては樹木に対する煙害予防の為め特に相当なる方法を施設することを要するは当然のことなるを以て斯る方法を行はずして松樹を枯死せしめたるが特に異常に非ざりしとするも其行為が過失に出でたる違法の行為に非ずと為すに足らず、然らば控訴人は被控訴人に対し右松樹の枯死に因りて生じたる損害を賠償する責任あるを以て被控訴人の本件請求は其原因正当なりと仍て控訴を理由なしと認め民事訴訟法第四百二十四条第七十七条第四百二十二条第四号を適用し尚新弁論に基く判決なるを以て同法第四十八条第二百六十一条に則り主文の如く判決す
東京控訴院民事第一部
裁判長判事

神谷健夫

判事

矢部克巳・下田錦四郎
東京控訴院での差戻し判決を受けた国（鉄道院）は、約2カ月後の同年9月25日に大審院へ上告の手続きを行った。
国（鉄道院）側による上告の要点は以下の2点であった。
1. 原審（甲府地方裁判所判決）は、相当なる設備を施していないとするが、具体的に何をすべきかを述べていない。
2. 鉄道の運転は被告（鉄道院）の権利行使であり、その必要の限度を超えない限りは、たまたま沿線の樹木を枯らしても権利濫用による違法とはならない。

老松枯死の責任をめぐって、一個人が国を相手に争うという前例の無い訴訟は、ついに大審院での審判に持ち越されることになった。

### 大審院での勝訴

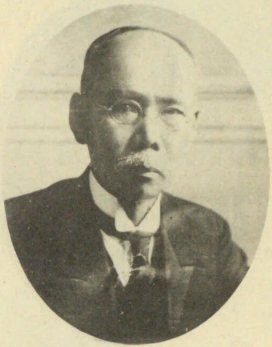
中村是公

鉄道院は、1918年（大正7年）9月25日、上告代表者を中村是公鉄道院総裁（当時）、指定代表者を中原東吉・岩瀬脩治として、大審院へ上告を行った。被上告人は清水倫茂、弁護士は藤巻嘉一郎であった。
大審院での最初の言い渡し予定日がいつだったのかは明らかでない。しかし、判決言い渡し期日が再三にわたって変更、延期されたことから、大審院内部において簡単に結論が出せず、政府からの圧力や、担当判事たちの意見に違いがあったのではないかと考えられている。再三にわたる言渡し期日延期を知らせる清水倫茂宛ての手紙や通知書が、今日でも浅川伯教・巧兄弟資料館に保管されている。たとえば大正8年2月5日付、弁護士・藤巻嘉一郎法律事務所からの清水倫茂に宛てた書状では、「鉄道院ノ件ハ大審院言渡ノ儀ハ、来ル10日（2月10日）ニ延期ノ通知之有候間、然可御承知相成度候」とあり、また、翌2月6日付の「大審控訴院詰所・弁護士大平恵吉」から清水倫茂に宛てた通知書には、「間合ノ件過刻打電ノ通リ言渡延期ニ相成候。多分来ル10日ニ言渡可有之カト被存候、延期ノ件ハ其節直ニ藤巻氏ヘ通知致置」と通知されている。しかし、次に送られてきた弁護士・大平恵吉による清水倫茂への書状には、「拝呈 本日言渡アルベキ筈ノ七（オ）八九八号事件、本日又々延期ニ相成候。言渡アリ次第御通知可申御座候。」とあり、この2月10日に判決言い渡しはなかったことが分る。2月13日付の藤巻嘉一郎弁護士事務所から清水倫茂宛ての書状では、「拝啓 兼テ鉄道院事件ハ又々延期ノ通知之有、言渡期日ヲ来2月17日ト決定通知之有候間御通知申上候。」とあり、2月17日付の大平恵吉による清水倫茂宛ての書状では、「言渡期日ハ未定ナリ」と書かれている。
このように判決の言渡し期日が二転三転したが、1919年（大正8年）3月3日、大審院での判決が下された。これが信玄公旗掛松事件と呼ばれる著名な判決である。
以下、大審院判決正本の全文を示す。原文は縦書きである。
損害賠償ノ件 大正七年（オ）第八百九十八号 大正八年三月三日第二民事部判決

判決要旨
- 一、権利ノ行使ト雖モ法律ニ於テ認メラレタル適当ノ範囲内ニ於テ之ヲ為スコトヲ要スルモノナレハ権利ヲ行使スル場合ニ於テ故意又ハ過失ニ因リ其適当ナル範囲ヲ超越シ失当ナル方法ヲ用ヒタルカ為メ他人ノ権利ヲ侵害シタルトキハ侵害ノ程度ニ於テ不法行為成立スルモノトス（判旨第二点）
- 一、権利ノ行使カ社会観念上被害者ニ於テ忍容スヘカラサルモノト一般ニ認メラルル程度ヲ超エタルトキハ権利行使ノ適当ナル範囲ニ非サルヲ以テ不法行為ト為ルモノト解スルヲ相当トス（同上）
- 一、汽車ヲ運転スルニ当リテ石炭ヲ燃焼スルノ必要上煤煙ヲ附近ニ飛散セシムルハ鉄道業者トシテノ権利行使ニ当然伴フヘキモノニシテ蒸汽鉄道カ交通上欠クヘカラサルモノトシテ認メラルル以上ハ沿道ノ住民ハ共同生活ノ必要上之ヲ忍容スヘキモノトス従テ之カ為メ住民ニ害ヲ及ホスコトアルモ不法ニ権利ヲ侵害シタルニ非サレハ不法行為成立セサルモノトス（同上）
- 一、係争松樹カ鉄道沿線ニ散在スル樹木ヨリモ甚シク煤煙ノ害ヲ被ムルヘキ位置ニ在リテ且其害ヲ予防スヘキ方法アルニモ拘ハラス鉄道業者カ煤煙予防ノ方法ヲ施サス煙害ノ生スルニ任セ之ヲ枯死セシメタルハ社会観念上一般忍容スヘキモノト認メラルル範囲ヲ超越シタルモノニシテ権利行使ニ関スル適当ナル方法ヲ行ハサルモノト解スルヲ相当トス（同上）

上告人

国

右代表者鉄道院総裁

中村是公

指定代表者

中原東吉・岩瀬脩治

被上告人

清水倫茂

訴訟代理人

藤巻嘉一郎
右当事者間ノ損害賠償請求事件ニ付東京控訴院カ大正七年七月二十六日言渡シタル判決ニ対シ上告人ヨリ全部破毀ヲ求ムル申立ヲ為シ被上告人ハ上告棄却ノ申立ヲ為シタリ
主文

本件上告ハ之ヲ棄却ス 上告費用ハ上告人ノ負担トス
理由
上告論旨第一点ハ原判決ハ本件松樹ノ枯死カ上告人ノ過失ニ依ル違法行為ナリトシ其理由ヲ説明シテ「然レトモ石炭ノ煤煙カ樹木ニ害ヲ及ホスコトハ世上実例ニ乏シカラサル所ナルヲ以テ鉄道運送ニ従事スル者ニアリテハ機関車ヨリ噴出シタル煤煙カ樹木ニ害ヲ及ホスヘキコトヲ知ラサル筈ナク若シ之ヲ知ラスシテ煙害予防ノ為メ特ニ相当ナル方法ヲ施ササリシトセハ是レ事業ヨリ生スル結果ニ対スル注意ヲ不当ニ怠リタルモノト認ムルニ足ル（中略）〔ママ〕故ニ本件ノ権利侵害ハ之ヲ予見セサリシコトニ付キ其行為者ニ過失アルモノト認ムルヲ相当トス」又「控訴人ノ事業ニ従事スル者カ煙害予防ノ為特ニ相当ナル方法ヲ行ハスシテ松樹ヲ枯死セシメタル以上ハ其行為ノ過失ニ出テタル違法ノ行為ナルコト明カナリトス」又「樹木ニ対スル煙害予防ノ為メ特ニ相当ナル方法ヲ施設スルコトヲ要スルコトヲ要スルハ当然ノコトナルヲ以テ斯ル方法ヲ行ハスシテ松樹ヲ枯死セシメタル以上ハ（中略）〔ママ〕其行為カ過失ニ出テタル違法ノ行為ニ非スニ足ラス」ト判示シタリ然レトモ本件ニ於テ上告人ニ過失アリトナスニハ松樹ノ枯死スルコトヲ防止シ得ヘクシテ不注意ニモ該防止手段ヲ講セサリシ事実ノ認定アルコトヲ必要トスルニ不拘原判決ニハ此点ニ付何等判断スル所ナク単ニ「特ニ相当ナル方法ヲ施設セス云云」トナスハ裁判ニ理由ヲ付セサルカ又ハ理由不備ノ違法アリ所謂「特ニ相当ナル方法」トハ何ヲ指示シ何ヲ要求スルモノナリヤ鉄道沿線到ル所人畜耕作物及樹木ノ生息セサルニシ之等凡テノ煙害ヲ防止スル為メ有効ノ施設ヲ為シ得ヘシト為スカ如キハ一ノ想像ニ非スンハ机上ノ空論ニシテ事実上能クシ得ヘキコトニ非ス現時社会ノ一般思想ハ一定ノ軌道上ニ蒸汽列車ノ運転ヲ為ス一般運送経営者ニ対シ斯ノ如キ施設ヲ為スヲ実際上不能ノコトトシ之カ要求ヲ為ササルモノト信ス不能ナル施設ヲ為ササルヲ以テ過失ナリトスヘカラサルハ勿論ナルヲ以テ原判決ハ破毀ヲ免レサルモノト信スト云フニ在リ
然レトモ原判決ニ引用シアル第一審判決事実摘示及ヒ原審口頭弁論調書ニ掲ケアル弁論ノ全趣旨ニ依レハ被上告人ノ害ヲ被リタリト主張スル本件松樹ハ日野春停車場ノ南方ニ接シ鉄道線路ヲ距ル僅ニ一間未満ノ地点ニアリタル事実ノ争ヒナカリシコト明ニシテ其他同樹ノ形状ニ付キ争ヒアリシ形跡アルコトナク又原院ノ損害認定ノ資料トシテ採用シタル鑑定人土井藤平ノ鑑定書ニハ「本件ノ松樹ニ付キ考フルニ其生立地停車場ニ近ク且線路ノ分岐点ニ接近シ一線ヨリ他線ニ汽車ノ入レ換ヲ為ス時ノ如キ数分時ニ渉リ汽鑵車ノ該分岐点ニ停車スルコト少カラスシテ単ニ鉄道ニ接近シテ生立スル樹木カ疾走中ノ汽車ヨリ煤煙ノ為メニ受クル損害ノ程度トハ多大ノ差異アリ」ト記載アリ同ク鑑定人三浦伊八郎ノ鑑定書ニハ「鉄道線路ニ最モ近ク且枝条ヲ其方向ニ張リ恰モ汽車ノ煙筒ヲ被フカ如キ枝葉ヲ有セル老齢ニシテ云云特ニ停車場附近ニシテ比較的多ク煤煙ニ曝露スヘキ松樹ハ附近鉄道沿線ノ他ノ樹木ヨリモ一層大ナル影響ヲ被リ其生存期間ヲ短縮セシモノト考ヘ得ヘシ」ト記載アリテ原院ハ此等ノ事実ヲ判断ノ資料ニ供シタルモノト推知シ得ヘキヲ以テ原院ハ本件松樹カ停車場ニ接近シ鉄道線路ヨリ僅ニ一間未満ノ地点ニ生立シ其枝条ハ線路ノ方向ニ張リ常ニ汽鑵車ノ多大ナル煤煙に暴露〔ママ〕セラレタル為メ枯死ノ害ヲ被リタリト認定シタルモノト謂フヘシ故ニ本件ノ松樹ハ汽車ノ通過スヘキ山間僻陬ノ地若クハ沿道田畑等ニ生立スル樹木ト同一視スヘキモノニアラス従テ之ニ対シ本件ノ如ク甚シク煤煙ニ暴露〔ママ〕サレサルヘキ相当ノ方法ヲ行ヒ得サルモノト云フヘカラス其方法トシテハ或ハ煤煙ヲ遮断スヘキ障壁ヲ設クルカ或ハ線路ヲ数間ノ彼方ニ遠クル等ニ因テ之ヲ避ケ得ヘシ原判決ニ相当ナル方法トアルハ之レノ謂ナリト解スルニ難カラス然ラハ原判決ニ於テ上告人カ煙害予防ノ為メ相当ナル設備ヲ為ササリシハ其注意ヲ怠リタルモノニシテ過失アルモノト認ムル旨ヲ判示シタルハ不法ニアラス上告人カ本件ノ松樹ヲ以テ鉄道沿線到ル所ニ散在スル樹木ト同一ニ論シ原判決ヲ攻撃スルハ原判旨ニ副ハサルモノニシテ採ルニ足ラス
上告論旨第二点ハ原判決ハ右松樹ノ枯死ハ上告人ノ違法ノ行為ニ基クモノト判定シテ曰ク「而シテ控訴人ノ如ク鉄道運送経営者ニ在リテハ汽車ノ運転ヲ為スコトハ権利ノ行使ナリト認メ得サルニ此故ヲ以テ汽車運転ノ際濫ニ他人ノ権利ヲ侵害シ得ヘキ理由ナク従テ汽車運転ノ際故意又ハ過失ニ因リ特ニ煙害予防ノ方法ヲ施サスシテ煤煙ニ因リテ他人ノ権利ヲ侵害シタルトキハ其行為ハ法律ニ於テ認メタル範囲内ニ於テ権利ヲ行使シタルモノト認メ難ク却テ権利ノ濫用ニシテ違法ノ行為ナリト為スヲ正当トス」ト然レトモ右判決ノ認ムルカ如ク上告人カ運送経営者トシテ一定ノ軌道上ニ蒸気列車ヲ運転スルコトヲ上告人ノ一ノ権利行為ナルトスルトキハ該権利ヲ最モ適切ニシテ且ツ通常ノ方法ニ依リ行使シ且ツ其権利行使カ必要ノ限度ヲ踰超セサル場合偶々之ニ伴ヒ沿線松樹ノ枯死ナル事実アルモ尚之ヲ以テ権利ノ濫用ニシテ違法ノ行為ナリト為スハ原判決ノ法律解釈上ノ誤謬ニシテ究リ法則ヲ不当ニ適用シタルモノナリ違法ノ行為ナリヤ否ヤハ畢竟一般的社会見解ニ依リ決スヘキ問題ニシテ客観的ニ実害ヲ生シタル事実アリ且原因行為アルモ該結果ヨリシテ直ニ該原因行為ヲ目シテ違法行為ト為スヘキニ非ス蒸気列車ノ運転ニ際シ其噴出スル煤煙ノ及ホス毒害固ヨリ決シテ軽微ナラサル場合アラム然レトモ其運転方法タルヤ特ニ劣悪ナル石炭ヲ使用セルニ非ス煤煙ノ飛散ヲ激甚ナラシムル設備ヲ為シタルニ非ス蒸気列車運転ノ性質上及慣習上認容セラレタル現代普通ノ方法ニ於テ運転シタルノ行為ニ何等ノ違法性ヲ有スルコトアリヤコレヲシモ以テ違法ノ行為ナリトシ実際上殆ント不可能ナル防煙施設ヲ為スヲ要ストスルカ如キハ法律ノ解釈ヲ誤リ上告人ニ不当ノ責務ヲ課スルモノナリ（松本烝治著私法論文集第二巻煤煙ニ因ル相隣者間ノ権利侵害「第一、」独民法第九〇六条、瑞西民法第六八四条参照）ト云フニ在リ
然レトモ権利ノ行使ト雖モ法律ニ於テ認メラレタル適当ノ範囲内ニ於テ之ヲ為スコトヲ要スルモノナレハ権利ヲ行使スル場合ニ於テ故意又ハ過失ニ因リ其適当ナル範囲ヲ超越シ失当ナル方法ヲ行ヒタルカ為メ他人ノ権利ヲ侵害シタルトキハ侵害ノ程度ニ於テ不法行為成立スルコトハ当院判例認ムル所ナリ（大正五年（オ）第七百十八号大正六年一月二十二日言渡当院判決参照）然ラハ其適当ナル範囲トハ如何凡ソ社会的共同生活ヲ為ス者ノ間ニ於テハ一人ノ行為カ他人ニ不利益ヲ及ホスコトアルハ免ルヘカラサル所ニシテ此場合ニ於テ常ニ権利ノ侵害アルモノト為スヘカラス其他人ハ共同生活ノ必要上之ヲ認容セサルヘカラサルナリ然レトモ其行為カ社会観念上被害者ニ於テ認容スヘカラサルモノト一般ニ認メラルル程度ヲ超エタルトキハ権利行使ノ適当ナル範囲ニアルモノト云フコトヲ得サルヲ以テ不法行為ト為ルモノト解スルヲ相当トス抑モ汽車ノ運転ハ音響及ヒ震動〔ママ〕ヲ近傍ニ伝ヘ又之ヲ運転スルニ当リテハ石炭ヲ燃焼スルノ必要上煤煙ヲ附近ニ飛散セシムルハ已ムヲ得サル所ニシテ注意シテ汽車ヲ操縦シ石炭ヲ燃焼スルモ避クヘカラサル所ナレハ鉄道業者トシテノ権利ノ行使ニ当然伴フヘキモノト謂フヘク蒸気鉄道カ交通上欠クヘカラサルモノトシテ認メラルル以上ハ沿道ノ住民ハ共同生活ノ必要上之ヲ認容セサルヘカラス即チ此等ハ権利行使ノ適当ナル範囲ニ属スルヲ以テ住民ニ害ヲ及ホスコトアルモ不法ニ権利ヲ侵害シタルニアラサレハ不法行為成立セス従テ汽車進行中附近ノ草木等ニ普通飛散スヘキ煤煙に因リ害ヲ被ラシムルモ被害者ハ其賠償ヲ請求スルコトヲ得サルモノトス然レトモ若シ汽車ノ運転ニ際シ権利行使ノ適当ナル範囲ヲ超越シテ失当ナル方法ヲ行ヒ害ヲ及ホシタルトキハ不法ナル権利侵害トナルヲ以テ賠償ノ責ヲ免カルルコトヲ得サルナリ原院ノ認メタル事実ニ依レハ本件松樹ハ停車場ニ接近シ鉄道線路ヨリ僅ニ一間未満ノ地点ニ生立シ其枝条ハ線路ノ方向ニ張リ常ニ汽鑵車ノ多大ナル煤煙ニ暴露〔ママ〕セラレタル為メ枯死ノ害ヲ被リタルモノニシテ其煤煙ヲ防クヘキ設備ヲ為シ得ラレサルニアラサルコト第一点ニ説示シタルカ如クナルヲ以テ彼ノ鉄道沿線ノ到ル所ニ散在スル樹木カ普通ニ汽鑵車ヨリ吐出スル煤煙ノ害ヲ被ムリタルト同一ニ論スルコトヲ得サルモノトス即チ本件松樹ハ鉄道沿線ニ散在スル樹木ヨリモ甚シク煤煙ノ害ヲ被ムルヘキ位置ニアリテ且ツ其害ヲ予防スヘキ方法ナキニアラサルモノナレハ上告人カ煤煙予防ノ方法ヲ施サスシテ煙害ノ生スルニ任セ該松樹ヲ枯死セシメタルハ其営業タル汽車運転ノ結果ナリトハ云ヘ社会観念上一般ニ忍容スヘキモノト認メラルル範囲ヲ超越シタルモノト謂フヘク権利行使ニ関スル適当ナル方法ヲ行ヒタルニアラサルモノト解スルヲ相当トス故ニ原院カ上告人ノ本件松樹ニ煙害ヲ被ラシメタルハ権利行使ノ範囲ニアラスト判断シ過失ニ因リ之ヲ為シタルヲ以テ不法行為成立スル旨ヲ判示シタルハ相当ナリ上告人カ沿道到ル所ニ散在スル樹木ト同一視シテ原判決ヲ攻撃スルハ原判決ニ副ハサルモノニシテ採スニ足ラス
以上説明ノ如ク本件上告ハ其理由ナキヲ以テ民事訴訟法第四百五十二条第七十七条ニ依リ主文ノ如ク判決ス
裁判長判事

馬場愿治

判事

柳川勝二・鈴木英太郎・鬼沢蔵之助・成道斎次郎

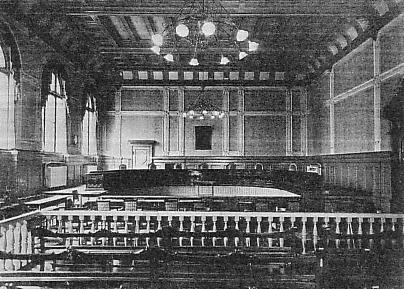
大審院法廷

判決は東京控訴院判決と同様、上告棄却、すなわち原告清水倫茂の勝訴であった。この大審院判決が後の法曹界に与えた主な影響は以下の点であった。
- 第一に、不法行為の成立について「行為者の故意または過失の存在を要件」とし、国（鉄道院）が防止施設を施さなかったこと、すなわち障壁を設ける、あるいは線路を隔てる等の措置を講じなかったことに過失があったとした点。
- 第二に、権利行使の適当な範囲を超えたか否かについて、その判断に社会観念を導入し、本件の権利行使（松樹の至近距離で鉄道運送を行ったこと）は、適当な範囲を逸脱したものであると認定し、被害者を救済する考え方を重視した点である。

鉄道の「公共性」は重要なことではあるものの、当事件松樹と一般樹木とを区別することによって、信玄公旗掛松が「著しく煤煙の害を被り」、かつ「予防すべき方法がなかったわけではない」とし、鉄道院の行為を権利行為の範囲内にはないとしたのである。判旨は理由の最後で「鉄道院が沿道到る所に散在する樹木と同一視して原判決を攻撃するは原判決に副はざるものにして採るに足らず」との結論を述べており、まさにこの点が判断の分かれ目になったものと考えられている。
このように、権利者は悪をなさず、国は悪をなさずという、当時の国家権力が非常に強く、軍部の発言権も強かった時代に、むしろ鉄道事業、国家権力に不利な判決が下されたのである。この点で信玄公旗掛松事件は、新しい判例法の転換を見せた事件であった。
| 大審院 判決正本 冒頭部分 |  | 大審院 判決正本 末尾部分 |
| 大審院 判決正本 冒頭部分 |  | 大審院 判決正本 末尾部分 |

### 信玄公旗掛松への賠償額決定
枯死に対する「過失の有無」、それによる「損害賠償の算定」は、第一審の甲府地方裁判所での判決から別個のものとして審議が進められていた。大審院判決に到るまでの審議は、あくまでも松樹の枯死に対する「過失の有無」を争ったものであって、具体的な「損害賠償額の算定」についての審議は行われなかった。この節では、信玄公旗掛松枯死に対する損害賠償額決定についての審議過程から当裁判が終結するまでの流れを解説する。

#### 示談交渉と鑑定人による樹齢鑑定
大審院での上告棄却により、信玄公旗掛松の枯死に対する鉄道院の過失が確定し、裁判の争点は賠償金、損害額の算定に関する審議に移行した。大審院判決から2か月後の1919年（大正8年）5月19日に甲府地方裁判所で賠償金額決定訴訟が開廷された。
法廷では当初から示談を中心に審議が進められた。開廷2日目の5月20日に、吉田裁判長により示談が勧告され、原告被告ともこれを一旦受諾したが、裁判長によって提示された500円の示談金を原告清水は承諾したのに対し、被告鉄道院は300円なら応ずるとして拒んでしまう。結局示談交渉は不調のまま、同年10月に不成立に終わっている。10月16日付けの山梨県内各新聞は「裁判長の顔を潰した鉄道院」と報じている。
1919年（大正8年）10月16日付、山梨県内主要新聞での報道は次の通り。
- 「吉田裁判長より鉄道院金五百円を提供して円満解決をしては如何んとの条件にては五百円は高し三百円なら応ずべしとの事」、『山梨民報』
- 「示談不調」、「裁判長の顔を潰した鉄道院」、『山梨毎日新聞』
- 「裁判長は被告鉄道院は金五百円を原告に支払ふべき旨の条件を提示し原告は承認したるも被告側は最高幹部会議の結果五百円は高額に失すとて之を拒否」、『山梨日日新聞』

500円という示談金に鉄道院側が応じなかった背景には、信玄公旗掛松の樹木としての査定価値基準にあった。大審院での敗訴が決定した後、鉄道院側は植物学者ら複数の生物学識者による信玄公旗掛松の樹齢鑑定を行っていた。1920年（大正9年）に入ると、当時の新聞は鉄道院側の樹齢鑑定を次の見出しで複数回報じている。
- 「再鑑定の旗掛松」、「今度は鉄道院から申請」、『山梨毎日新聞』1月23日付
- 「旗掛松鑑定、来る九日現場にて」、『山梨日日新聞』3月7日付
- 「旗掛松事件樹齢鑑定、武田時代の物に非ずと鉄道側主張」、『山梨日日新聞』3月27日付
- 「樹齢鑑定は三浦林学士」、『山梨毎日新聞』4月2日付
- 「又鑑定の旗掛松、更に原告の申請」、『山梨毎日新聞』8月1日付
- 「旗掛松事件、松平技師に鑑定を命ず」、『山梨毎日新聞』12月23日付

このように、鉄道省側は老松の樹齢について何度も鑑定を繰り返していた。鑑定人の中には森林学者として知られる三浦伊八郎、松平東美彦ら、著名な植物学者が含まれている。
このような経緯を経て、1921年（大正10年）2月15日、信玄公旗掛松の枯死に対する賠償額決定裁判の判決が甲府地方裁判所で言い渡された。この甲府地方裁判所の判決は、裁判長横田貞祐、判事中島奨、高崎長一郎によるものであった。
ここでは判決文全文は割愛し、主文、および理由の一部を抜粋して引用する。
賠償額決定判決文中の事実、および理由で述べられた要点は、
…古来ノ口碑ニ依レバ機山公信玄ガ其松樹上ニ於テ…と、信玄公所縁の伝承により地域の人々にとって特別な存在であった松樹であったことを認めつつも、
…鑑定人三浦伊八郎及松平東美彦ノ各鑑定ニ依レバ右松樹枯死当時ノ年齢〔ママ〕ガ約百六十年ニシテ、信玄時代（松樹枯死当時ヨリ約三百六、七十年前）ノモノニアラザル事明ナルヲ以テ…と、松樹の樹齢鑑定結果に基づき、枯死した時点での信玄公旗掛松の樹齢は約160年であると証明し、この老松が武田信玄の時代のものでなかったことを、賠償額算定の基準にしたことであった。
信玄公旗掛松が地域の人々にとっても、清水倫茂にとっても、先祖代々信玄公ゆかりの伝承とともに大切に扱われてきた松樹であったことに疑いはなかった。その一方で、損害賠償額算定の根拠として考えるならば、「伝承としての松樹の評価額」ではなく、樹齢鑑定に拠る評価という当時としては最先端の科学的検証により、「事実としての松樹の評価額」を主張した鉄道省側（国）の要求が認められた形になった。
当初清水が求めた松樹代金1,200円、慰藉料300円、合計1,500円の損害賠償請求は、信玄時代のものではなかったことを理由に、一般の材木（薪材）としての価格で計算した449円とされ、慰藉料として50円を加えた、合計499円が賠償額とされた。これは示談過程で清水が同意していた500円とほぼ同等額であり、かつ訴訟費用の1割を原告清水、9割を被告鉄道省（国）とする負担判決は、原告清水にとって不服はなかった。
ところが、鉄道省（国）はこの賠償額499円を不服として再度、東京控訴院へ控訴を行った。

#### 裁判の終結
損害賠償額をめぐり控訴された東京控訴院での判決は、1922年（大正11年）4月11日に行われたが、実に珍妙かつ、不可解な判決であった。この東京控訴院判決は、同院民事第二部、裁判長三橋久美、判事水口吉蔵、竹田音次郎によるものであった。
ここでは判決文全文は割愛し、主文の一部を抜粋して引用する。
つまり、賠償額が499円（内訳、松樹449円、慰藉料50円）から、72円60銭（内訳、松樹22円60銭、慰藉料50円）に減額され、なおかつ訴訟費用の負担割合が原告清水9割、被告鉄道省（国）1割という、一審判決とは全く逆になってしまったのである。
慰謝料については一審同様50円とされた。松樹に対する賠償金を22円60銭とした根拠は、「理由」での説明にあった鑑定人剣持元次郎の鑑定によるもので、松樹の損害を薪材としての価格で算定したのは一審と同様であった。しかし、損害算定の時点を一審判決が口頭弁論における鑑定当時の1920年（大正9年）3月としていたのを変更し、損害発生当時、つまり信玄公旗掛松が枯死した1914年（大正3年）12月を損害算定基準時とした上に、一審では枯死していない材木としての価格を損害としたが、二審では枯死していないものを123円25銭、枯死したものを100円65銭と評価し、その差額を損害であるとした。その結果、一審では449円であった松樹損害算定額が、22円60銭と大幅に減額されたのである。これは今日も大いに争われる損害賠償算定基準時の問題でもある。さらに、訴訟費用負担割合については、判決主文中に「原判決中……訴訟費用ノ負担ヲ原告ニ命シタル部分ヲ除キ其他」を変更する、と書かれているのにもかかわらず、訴訟費用負担割合が一審判決と逆になっているなど、この東京控訴院での賠償金額決定二審判決には疑問点や問題点があると、今日では複数の法学者、識者によって指摘されている。
このように松樹の評価が伝承的価値としてではなく、材木・薪材としての評価の問題として扱われ、信玄公云々の部分に関しては慰藉料50円として処理された。これに対し、たとえこの老松が信玄公時代からのものでなくとも、人々は代々固く信じてきた事実を重視し、もう少し高額の慰藉料を認めてもよかったのではないかという意見もある。賠償額、裁判費用負担割合だけを考えると、原告の清水は実質的に勝訴したのかどうかわからないほどであり、被告の鉄道省（国）は、結果的には名を捨て実をとったとも言える。
判決を受けた当事者の清水倫茂も、賠償総額の72円60銭はともかく、訴訟費用を9割まで負担させられた点は腑に落ちず、「これは誤記ではないか」と東京控訴院に更正の「申立」を行った。しかし、東京控訴院は1924年（大正13年）12月25日、この申立を却下した。
ここで清水倫茂は、訴訟行為を断念する。
翌1925年（大正14年）9月28日、甲府地方裁判所において、訴訟費用額241円71銭2厘5毛。原告（清水）が9割を負担とする決定が行われ、長期間に及んだ信玄公旗掛松事件の裁判はすべて終結した。

## 権利濫用論に与えた影響

### 末川論文

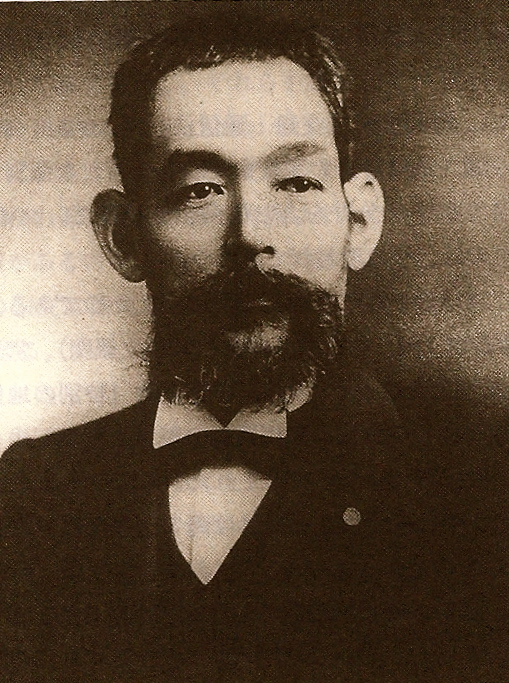
富井政章

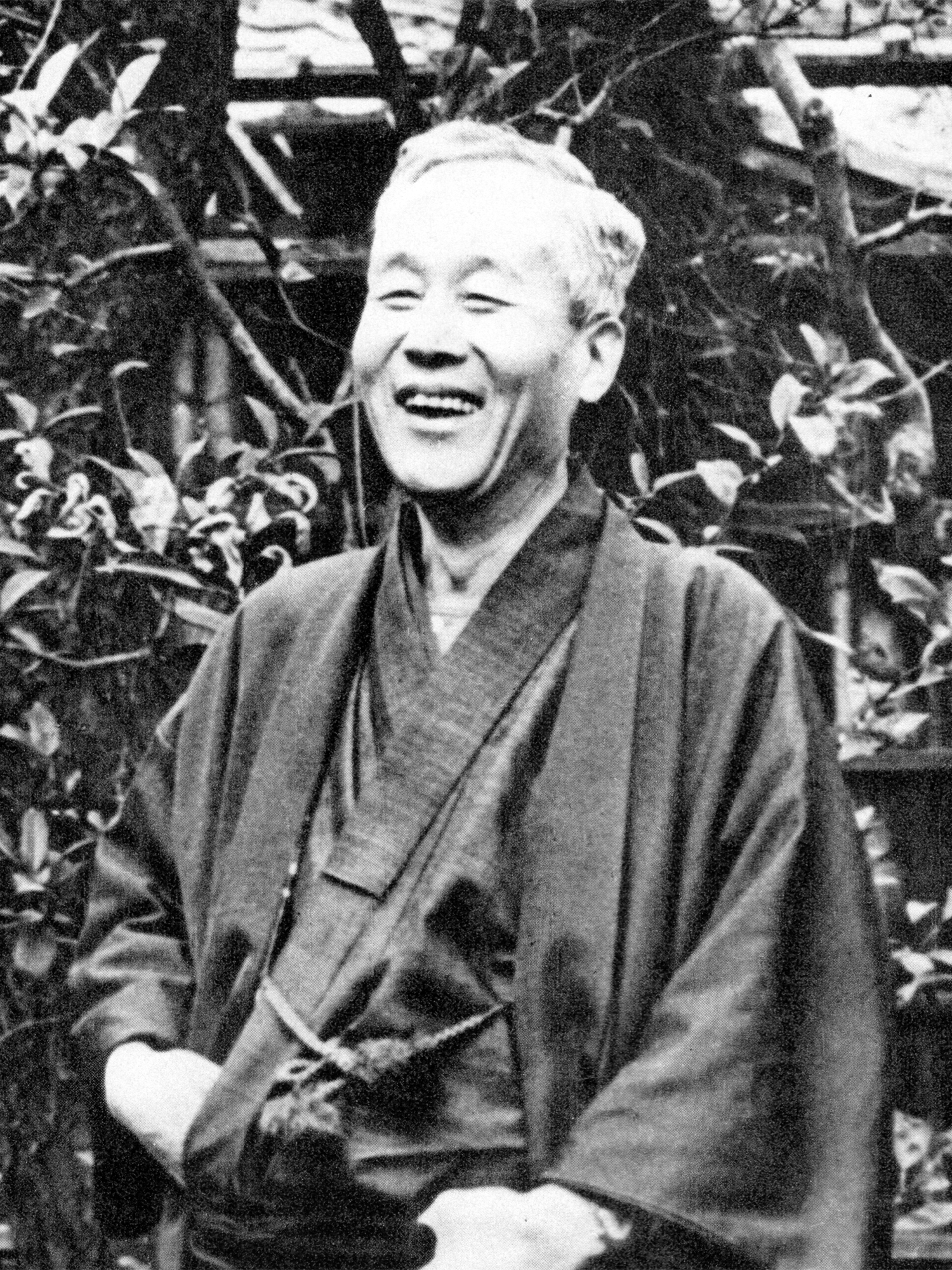
末川博

「権利濫用」の概念は、19世紀後半にフランスで判例法として確立された。日本国内では明治期に牧野英一・富井政章らによって日本に導入され、前述したように明治法律学校（現明治大学）や、和仏法律学校（現法政大学）などの私立法律大学において、信玄公旗掛松事件の弁護士を務めた藤巻嘉一郎をはじめ、法学を志す多くの日本人がその概念を学んだ。しかしながら「権利濫用」の概念は当時の明治民法では触れられておらず、当然ながら現実の裁判において「権利濫用」が援用される事例は信玄公旗掛松事件以前にはなかった。
信玄公旗掛松事件が1919年（大正8年）3月に、原告勝訴として大審院で結審すると、判決に触発された末川博は同年8月に『権利の濫用に関する一考察 －煤烟の隣地に及ぼす影響と権利行使の範囲 － 』（『法学論叢』第一巻六号、1919年8月。のち、末川博『権利侵害と権利濫用』岩波書店、1970年7月に収録。）と題する論文を執筆する。末川博は後に立命館大学名誉総長となる日本を代表する著名な法学者であるが、この論文を書いたのは京都帝国大学大学院法科に在籍中のことであり、この論文は末川の処女論文でもあった。
この論文で末川は、ローマ法、スイス民法、ドイツ民法、イギリス法を検討しつつ、
- 今、我民法上の規定に付きて考ふるに、此点に関しては、何等の明文存すること無し
- 判例の採れる見解に対して、賛意を表するものなりと雖も、その賛意を表するに先ちて、一応、所謂権利の濫用なる観念に付きて、考察する必要あるを感ず

このように述べ、社会観念上の秩序、公序良俗等と権利行使の範囲とを検討し、信玄公旗掛松事件の大審院判決は「頗（すこぶ）る当を得たるものなりと云はざるべからず」と高く評価した。
末川博はこの論文研究を端緒として「権利濫用論」の研究を生涯にわたって続け、「権利侵害から違法性へ」というテーゼを立て、不法行為法の再構築をすべきとの学説を唱えた。やがてそれは我妻栄、青山道夫ら、多くの法学者へと波及していくこととなり、明治民法の下では全く触れられていなかった「権利濫用論」が、現行の日本国憲法第12条、および現行の民法1条基本原則3項において、「権利の濫用は、これを許さない。」と規定され、第709条、第834条それぞれの条文中に「権利濫用」が明文化されることに至った。
信玄公旗掛松事件判決後、権利濫用の概念が独立して問題となった著名な事件として、宇奈月温泉事件（1935年・大判昭和10・10・5民集14巻1965頁）、板付空港事件（1965年・最判昭和40・3・9民集19巻2号233頁）へと続いていった。
末川博は1977年（昭和52年）2月16日に亡くなった。その翌日2月17日付朝日新聞夕刊の「今日の話題」における論説では以下のように紹介されている。

### 判例・事例としての意味
信玄公旗掛松事件は日本国内の法曹界で著名な判例ではある。しかし、今日の民法講義等で使用される教科書類では、内田貴『民法II』（東京大学出版会2007年）、大村敦志『基本民法II』（有斐閣2007年）などで、受忍限度論の登場に至る過渡的なものとして取り上げられているに過ぎず、いわゆる先例判例として法学部の講義等で取り上げられる機会は少なくなっている。その理由を2007年の窪田充見『不法行為法』では次のように説明している。
今日、信玄公旗掛松事件判例は、権利行使の違法性を強調するために「権利濫用論」が引き合いに出されたものと位置づけられており、現実の裁判では実例の意味として機能しておらず、実質的な判例の意味を失っていると考えられている。しかし、この判例以前には「国による権利は絶対である」という社会風潮が存在していたということ、それが信玄公旗掛松事件を通じて克服されたという歴史的事実に意味があり、明治･大正期の国家や地域社会、さらに当時の法学者と外国法理の関わりの一例を示すなど、近代日本法理の歴史を理解する上で重要な事例と位置づけられている。

## 信玄公旗掛松碑
日野春駅前広場の南東側の一角には、仙台石で造られた高さ約4メートルの石碑、「信玄公旗掛松碑」が建てられている。これは枯死の原因が、国側の不法行為、権利の濫用であると、大審院で認められ勝訴したことを記念して、清水倫茂本人により建てられたものである。建設費用は建設当時（昭和8年）の価格で148円であった。石碑の裏面には、次の文字が刻まれている。

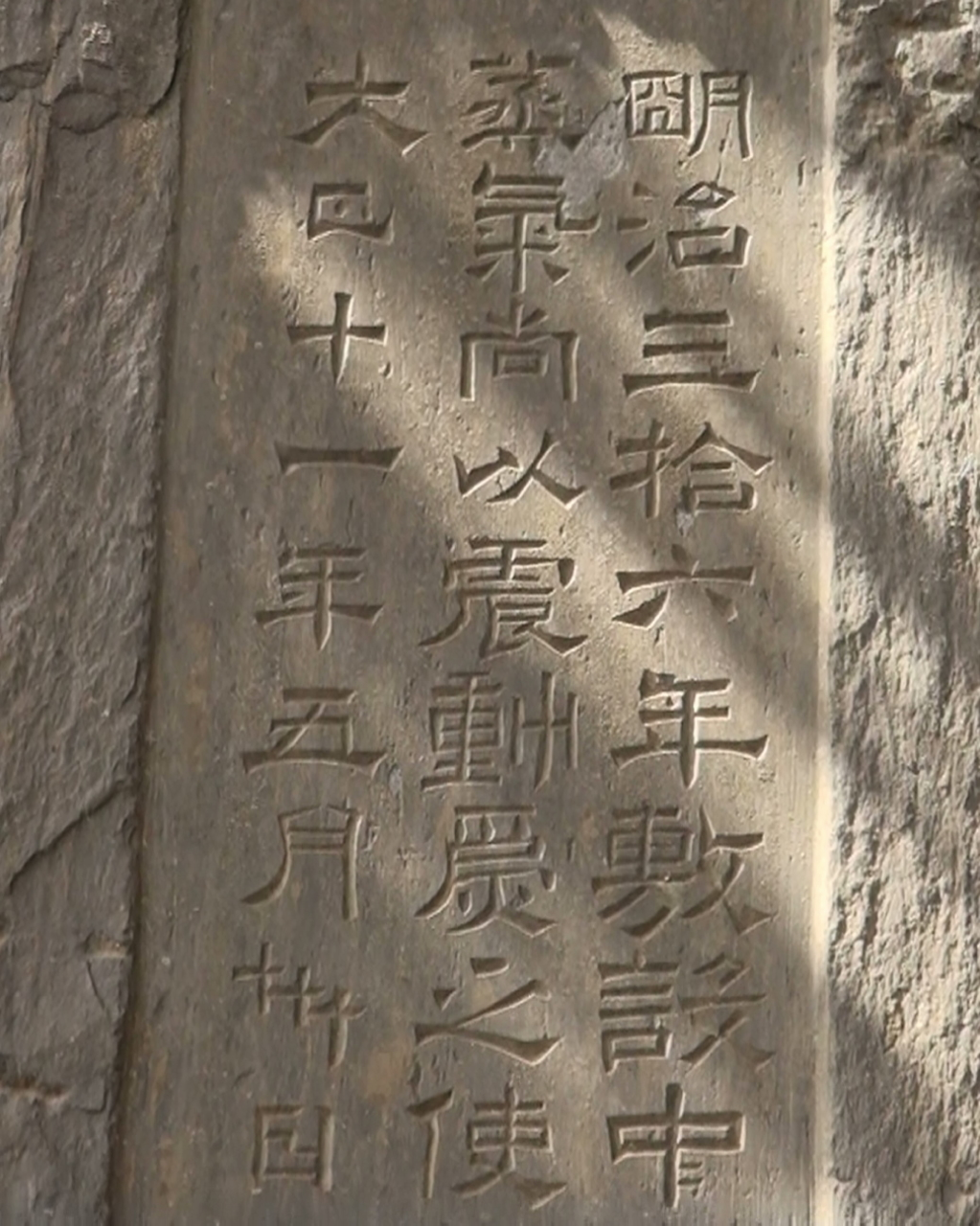
石碑裏面1

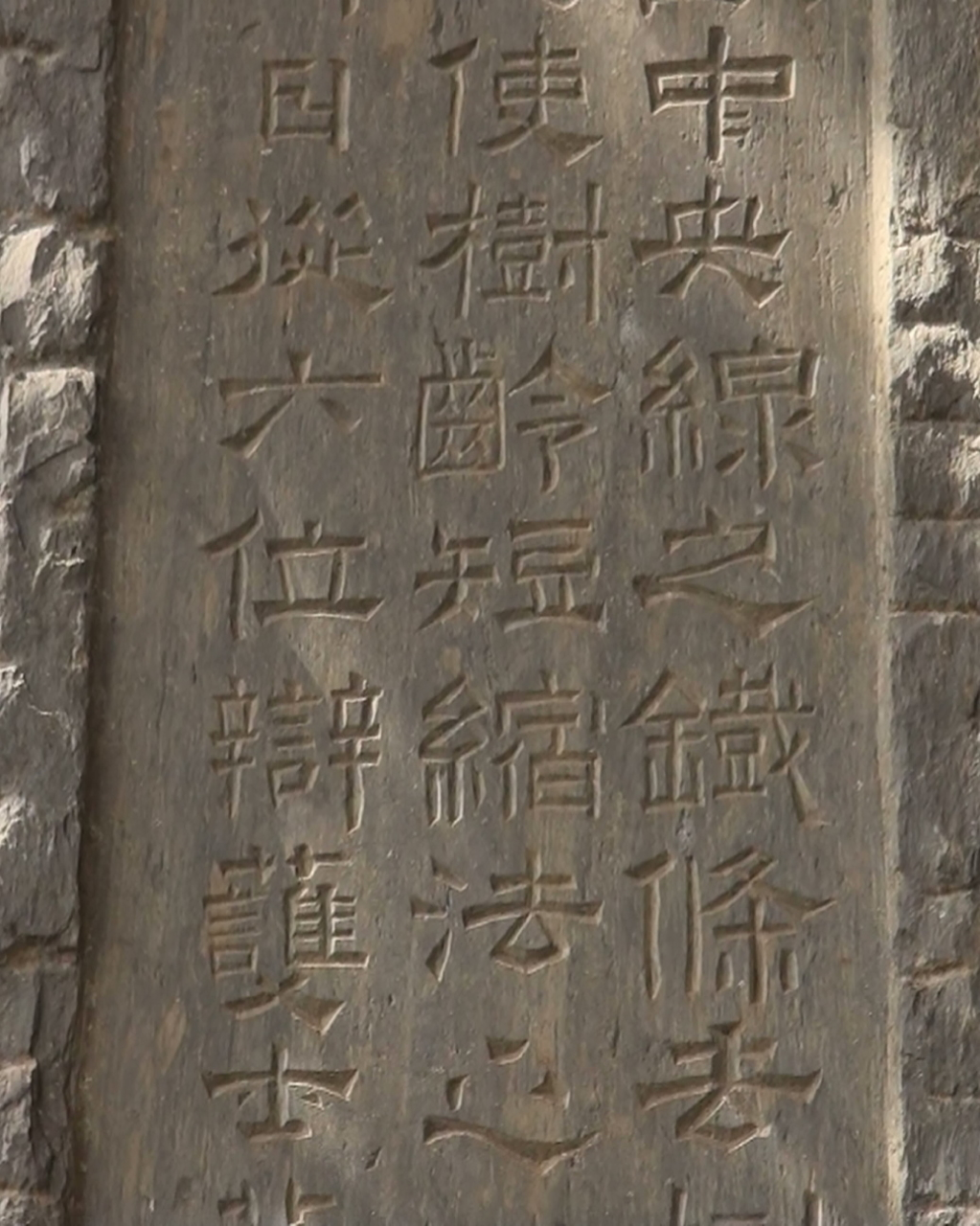
石碑裏面2

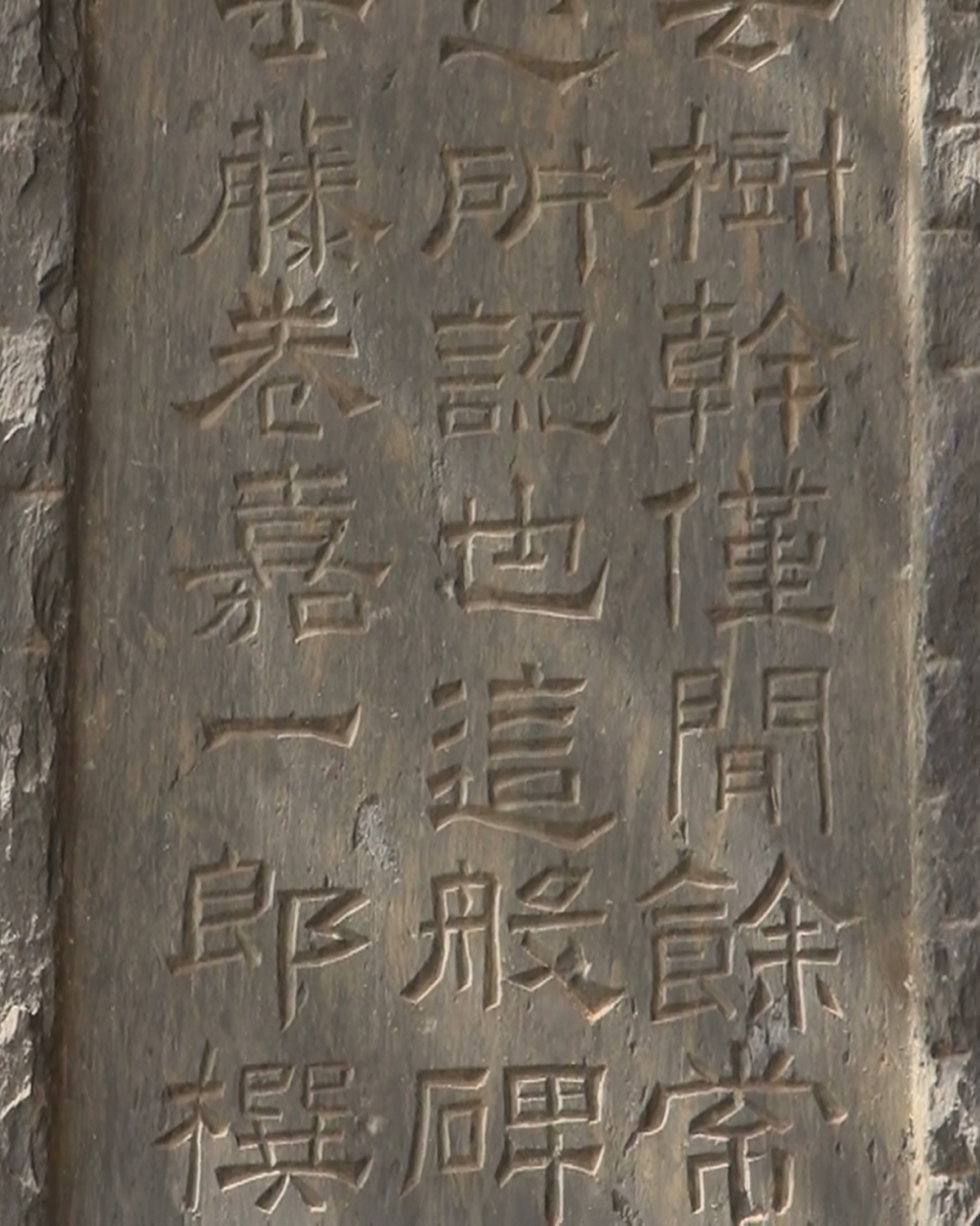
石碑裏面3

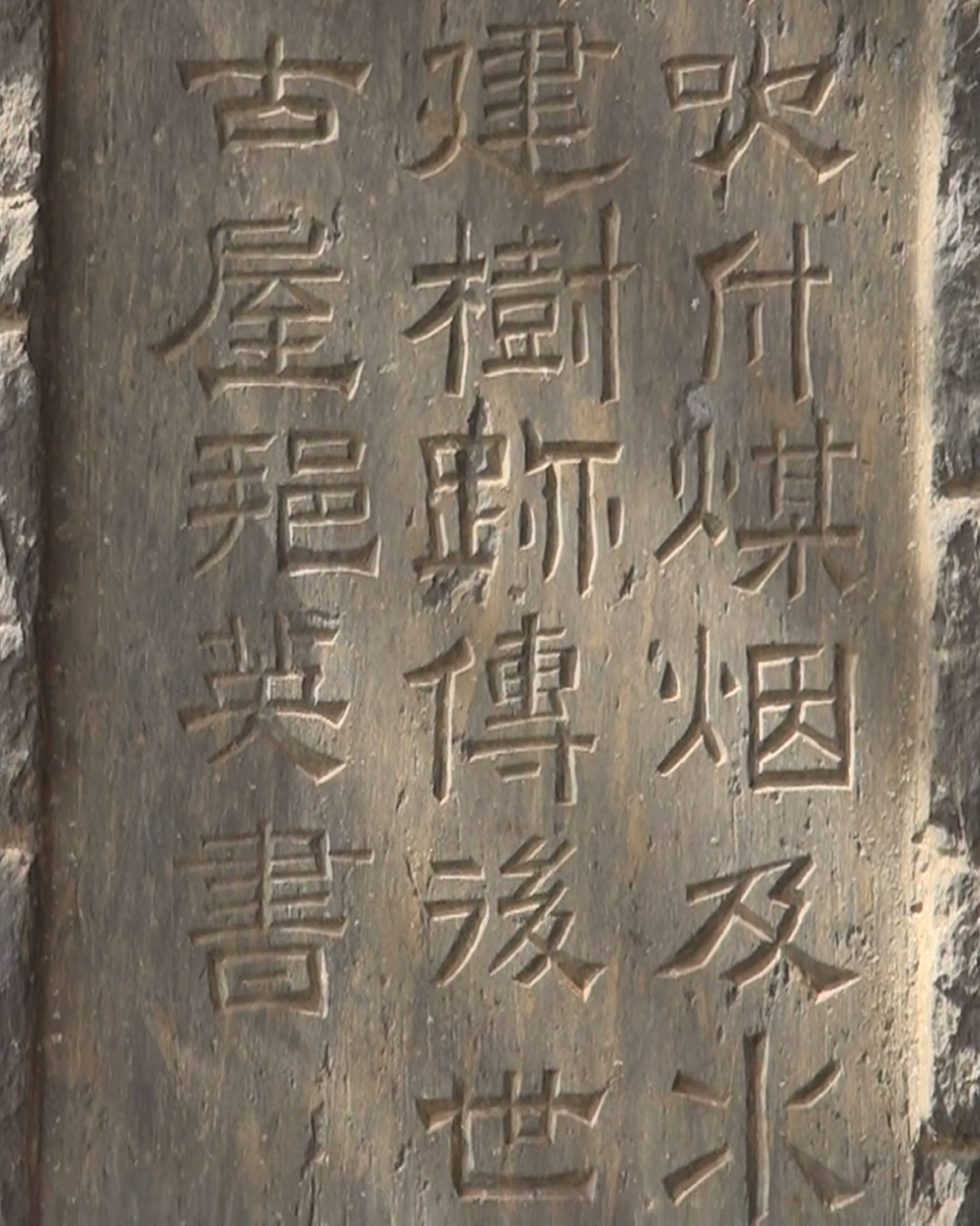
石碑裏面4

| 信玄公旗掛松碑 明治三拾六年敷設中央線之鉄条去樹幹僅間 余常吹付煤烟及水蒸気尚以震動為之使樹齢 短縮法之所認也這般碑建樹跡伝後世 大正十一年五月三十日 従六位弁護士藤巻嘉一郎撰 古屋邦英書 所有者甲村清水倫茂建之 石工当村古屋政義 \| 現代訳 明治36年に敷かれた中央本線の線路は、松樹からわずかしか離れておらず、常に、煙や水蒸気が吹き付け、そのうえに振動が加わった。そのために松樹の寿命が短くなったことは、法の認めたところである。このことを松樹の跡に碑を建てて、後世に伝える[110]。 \| |
| 現代訳 明治36年に敷かれた中央本線の線路は、松樹からわずかしか離れておらず、常に、煙や水蒸気が吹き付け、そのうえに振動が加わった。そのために松樹の寿命が短くなったことは、法の認めたところである。このことを松樹の跡に碑を建てて、後世に伝える。 |

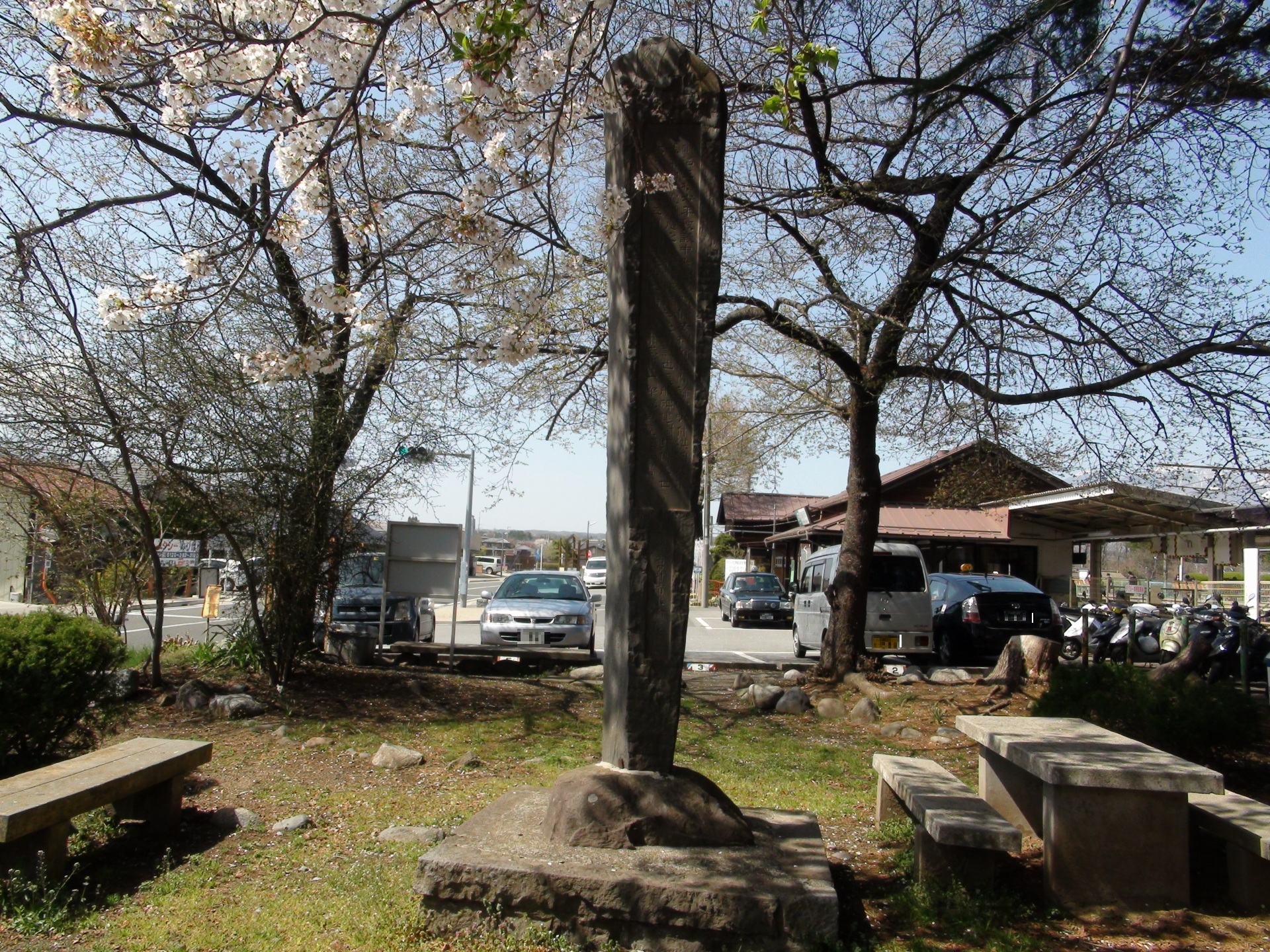
信玄公旗掛松碑と日野春駅（2013年4月5日撮影）

石碑の建立計画は、大審院判決により清水が勝訴した1919年（大正8年）頃から始まった。
石碑の文面には大正11年（1922年）5月30日と記されているが、これは弁護士藤巻嘉一郎によって書かれた撰文の日付である。実際に石碑が建立されたのは、1933年（昭和8年）4月28日に、清水倫茂が日野春警察署に石碑建設許可を願い出て、翌月5月15日に許可が下りた1933年（昭和8年）のことであった。
清水倫茂は石碑の建立から3年後の1936年（昭和11年）に亡くなり、ともに闘った弁護士藤巻嘉一郎は1946年（昭和21年）に亡くなった。
大審院勝訴後の示談過程で持ち上がった石碑建立の経緯について、当時の新聞記事は清水倫茂の発言を引用し、次のように報じている。
清水倫茂にしてみれば、賠償金を受け取ることよりも、法によって「松樹枯死の責任」が鉄道院側（国）にあったと、公に認められたことのほうが嬉しかったのである。
この石碑は、枯死した信玄公旗掛松の株跡に建立されたものであったが、1969年（昭和44年）の中央本線複線化工事に際し、石碑が複線化予定用地にかかってしまったため、当時の国鉄により国鉄自らの経費によって丁重に現在地に移設された。国鉄当局の考え方が信玄公旗掛松事件当時の鉄道院時代とは全く変わっていることがわかる。
1964年（昭和39年）に甲府駅から上諏訪駅までが電化され給水の必要もなくなった今日の中央本線では、日野春駅に停車する列車は各駅停車のみとなり、同駅に立ち寄る人も少なくなった。しかし、今後もこの石碑は日本裁判史上記念すべきモニュメントとしての役割を果たし続けるであろうと、民法学者の川井健は述べている。

## 年表
| 年号               | 月日     | 出来事                                   | 備考                                |
| ------------------ | -------- | ---------------------------------------- | ----------------------------------- |
| 1902年（明治35年） | -        | 中央本線敷設、日野春駅建設計画           |                                     |
| 1902年（明治35年） | 5月6日   | 清水倫茂、鉄道院へ「上申書」提出         |                                     |
| 1902年（明治35年） | 6月23日  | 鉄道院より上申却下                       | 甲村助役経由で上申書返戻            |
| 1902年（明治35年） | 8月5日   | 清水倫茂、鉄道院へ「上申書」再提出       |                                     |
| 1902年（明治35年） | 9月5日   | 清水倫茂、鉄道院へ「上申書」再々提出     |                                     |
| 1903年（明治36年） | -        | 工事障害のため松枝剪除                   | 補償料20円                          |
| 1903年（明治36年） | 12月3日  | 清水啓造、鉄道院へ請書                   |                                     |
| 1904年（明治37年） | 12月21日 | 日野春駅開業                             |                                     |
| 1911年（明治44年） | 9月18日  | 貨車脱線事故発生                         | 補償料15円                          |
| 1911年（明治44年） | 9月下旬  | 清水倫茂、鉄道院へ請書                   |                                     |
| 1911年（明治44年） | 11月     | 清水倫茂、鉄道院へ瓦斯除建設ニ付上申書   |                                     |
| 1914年（大正3年）  | 12月中旬 | 信玄公旗掛松枯死                         |                                     |
| 1916年（大正5年）  | 4月15日  | 清水倫茂、鉄道院へ直接損害賠償請求       | 請求額3000円                        |
| 1916年（大正5年）  | 6月20日  | 鉄道院、賠償拒否返答                     |                                     |
| 1917年（大正6年）  | 1月6日   | 甲府地裁へ提訴                           |                                     |
| 1917年（大正6年）  | 5月      | 鉄道院、清水倫茂へ樹枝剪除請求           |                                     |
| 1918年（大正7年）  | 1月31日  | 甲府地裁、結審                           | 中間判決                            |
| 1918年（大正7年）  | 3月25日  | 鉄道院、東京控訴院へ控訴                 |                                     |
| 1918年（大正7年）  | 6月14日  | 東京控訴院、判決（主文言渡しのみ）       | 控訴側（鉄道院）の欠席裁判          |
| 1918年（大正7年）  | 7月26日  | 東京控訴院、判決                         | 6月14日判決を維持、事実と理由の説明 |
| 1918年（大正7年）  | 9月25日  | 鉄道院、大審院へ上告                     |                                     |
| 1919年（大正8年）  | 3月3日   | 大審院、判決                             | 原告勝訴                            |
| 1919年（大正8年）  | 5月19日  | 甲府地裁、賠償額決定訴訟開始             |                                     |
| 1919年（大正8年）  | 6月2日   | 示談条件として、記念碑建立計画           | 新聞報道の日付                      |
| 1919年（大正8年）  | 8月      | 末川博「権利の濫用に関する一考察」発表   |                                     |
| 1919年（大正8年）  | 10月19日 | 示談不調                                 |                                     |
| 1920年（大正9年）  | 3月9日   | 現場再鑑定                               |                                     |
| 1920年（大正9年）  | 8月      | 原告再鑑定                               |                                     |
| 1920年（大正9年）  | 12月     | 松平鑑定                                 |                                     |
| 1921年（大正10年） | 2月15日  | 甲府地裁、賠償額決定判決                 |                                     |
| 1921年（大正10年） | -        | 鉄道省、東京控訴院へ控訴                 |                                     |
| 1922年（大正11年） | 4月11日  | 東京控訴院、判決                         |                                     |
| 1922年（大正11年） | -        | 清水倫茂、更正の申立                     |                                     |
| 1924年（大正13年） | 12月25日 | 東京控訴院、更正申立却下                 |                                     |
| 1925年（大正14年） | 9月28日  | 甲府地裁、訴訟費用額決定                 | 全訴訟終了                          |
| 1933年（昭和8年）  | -        | 信玄公旗掛松碑建立                       | 4月28日建築許可請願、5月15日許可    |
| 1936年（昭和11年） | -        | 清水倫茂、死去                           |                                     |
| 1946年（昭和21年） | -        | 藤巻嘉一郎、死去                         |                                     |
| 1964年（昭和39年） | -        | 甲府駅 － 上諏訪駅間電化                 |                                     |
| 1969年（昭和44年） | -        | 信玄公旗掛松碑、駅前広場（現在地）へ移設 | 複線化に伴う移設                    |